# 西藏 (1912年—1951年)

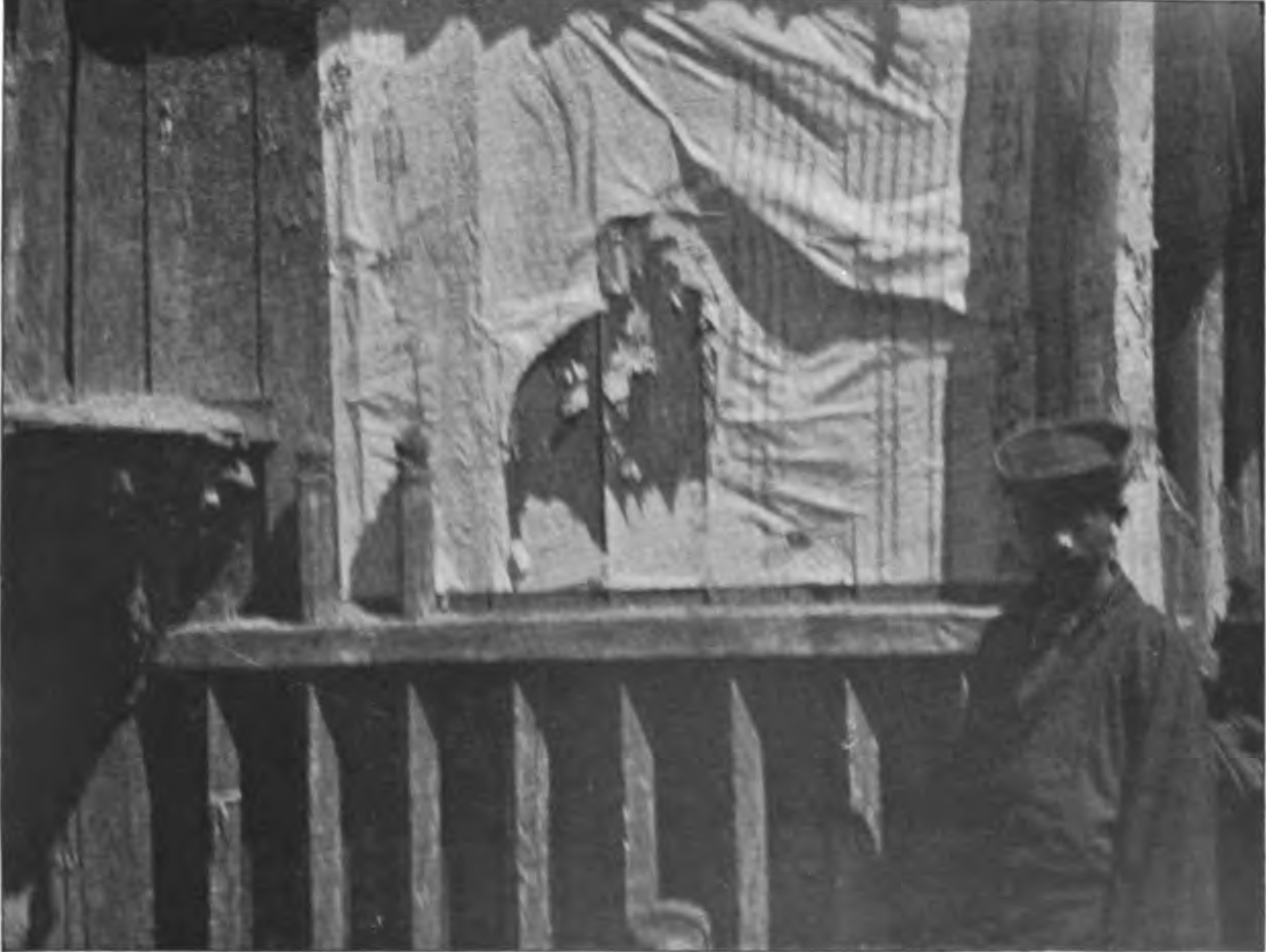
光緒帝剝奪達賴喇嘛封號的公告被藏民扯破，摄于1904年

西藏（藏語：བོད་，威利转写：Bod）曾是一个位于东亚的未受国际普遍承认国家，其事实独立地位从1912年一直维持到1951年中国人民解放军进藏。西藏地区在1911年武昌起义爆发後發生兵变和骚乱，1912年清帝遜位後驅逐清朝官吏及駐軍，原流亡到英屬印度的第十三世達賴喇嘛返藏并宣告西藏不是漢地（中國本部）的一部分，與滿洲皇帝的檀越關係在清王朝瓦解之後自然消失，此後西藏成為噶廈政府主政的獨立国家。西藏代表和博克多蒙古签署了《蒙藏条约》，雙方相互承认對方的獨立國地位。達賴喇嘛還試圖將藏人居住的安多與康區納入統治，與中印劃定邊界。1930年代西藏與中華民國國民政府在對方首都互設代表機構。西藏雖宣布獨立，但国际社会中包括英國（统治鄰國印度）在内的西方國家及中國政府並不承認其獨立地位。
達賴喇嘛在英國的協助下推行現代化，建立英式訓練與裝備的藏軍，送貴族子弟到英國留學，發行紙鈔與郵票，設立郵政，將印度到江孜的電報線延長到拉薩，成為拉薩與中國之間最快的通訊方式。但達賴喇嘛於1933年底逝世後，現代化遭到阻力而逐漸停頓。1936年8月，英國成立駐拉薩使團。達扎攝政時期，派出「慰問同盟國代表團」，以祝賀同盟國二戰勝利名義赴英、中、美三國進行活動。1947年3月，西藏派代表團參加亞洲關係會議。同年底，西藏派出以夏格巴為團長的「商務代表團」出訪印度和歐美各國。1949年第二次國共內戰末期驅逐国民政府及其后的中華民國政府曾在拉萨設立的辦事處。1950年中華人民共和國發動昌都战役，消滅了藏軍主力。1951年人民解放軍进藏，結束了西藏的獨立。中華人民共和國政府於1959年藏區騷亂後解散西藏噶厦政府，並成立西藏自治區，往後達賴喇嘛與流亡藏人共同於印度組建西藏流亡政府。

## 歷史

### 第十三世達賴喇嘛重掌政權

1936年印度測繪局出版的西藏高地地圖，將西藏視為獨立政體

1720年清朝軍隊驅逐準噶爾軍隊後，清朝勢力進入西藏。到了19世紀下半葉，清朝對西藏只剩下象徵性的權威。英國侵藏戰爭后清朝逐步加强对西藏的统治，并于1910年派川軍入藏，但辛亥革命後西藏民兵在第一次驅漢事件中攻擊駐藏清軍，清朝官員與軍隊依协议撤出西藏。1912年初，中華民國取代清朝，中華民國政府宣布繼承清朝領土，其中包括了22個省份和西藏、青海。民國政府要求末代垂簾聽政的太后隆裕陪同只有六歲的宣統帝簽署《清帝退位詔書》，詔書其中就提到了：
| “                    | “... 仍合滿、漢、蒙、回、藏五族完全領土，為一大中華民國” | ” |
| ——《清帝退位詔書》， |                                                          |   |

1912年中華民國政府所使用的《民元約法》明確地列出了領土，其中包括了西藏和青海。
民國成立後，大總統袁世凱還曾致電達賴喇嘛，試圖恢復他的封號，但被達賴喇嘛拒絕，表示他不向中國政府要求任何封號官位，他將掌握西藏的政教大權。1913年，逃往印度的達賴喇嘛返回拉薩，並宣布過去的中藏關係為“檀越”關係，而不是從屬國與宗主國的關係。達賴喇嘛並且聲明西藏是一個獨立的國家。
1913年1月，洛桑得智和其他三名西藏代表來到了蒙古國首都勿爾噶與蒙古國政府簽署《蒙藏條約》，互相承認對方的獨立。

### 西姆拉条约（1914年）
1913-1914年，中、英、藏在西姆拉举行会议。西藏代表夏扎·班覺多吉提出六項要求。主要內容有：（一）西藏獨立。（二）劃定中藏邊界等。
西姆拉条约谈判破裂时，英国首席谈判代表麦克马洪爵士划出了麦克马洪线划定了西藏和印度的边界，英国在西藏南部吞并了大约9000平方公里的西藏领土，即达旺区域，对应现代印度阿鲁纳恰尔邦的西北端。同时英国也承认中国对西藏的统治权，不过中国不得把西藏纳入省级区域之一，所以西藏一直都被保留为西藏地方。直至今日，西藏都未有成为省，只是自治区。
后来中国声称英国使用麦克马洪线转让了原属于中国（西藏）的大量领土给予英国（印度），这个争议区相当于今印度的阿鲁纳恰尔邦，中国则称其为“藏南地区”。不过，英国在1912年已与当地各部落达成协议，并设立了東北邊境地區来管理该区。
《西姆拉公约》由三个代表团共同草签，但由于对外藏和内藏之间的边界划分方式不满，北京立即拒绝了。亨利·麥克馬洪和西藏人随后签署了作为双边协议的文件，并附有一份说明，否认中国享有其中规定的任何权利，除非签署。英国管理的印度政府最初拒绝了麦克马洪的双边协议，因为它与1907年的英俄公约不符。
麦克马洪线被英国和后来的独立印度政府视为边界。然而，此后中国的观点一直认为，由于声称对西藏拥有主权的中国没有签署该条约，该条约毫无意义，印度对阿鲁纳恰尔邦部分地区的吞并和控制是非法的。这为1962年发生的中印战争以及今天持续存在的中印边界争端埋下伏笔。
1938年，英国最终公布了作为双边协议的西姆拉公约，并要求位于麦克马洪线以南的达旺寺停止向拉萨纳税。林孝庭声称从图书馆召回了一卷 CU Aitchison 的《条约集》，最初出版时附有说明未在西姆拉达成具有约束力的协议的说明，并替换为新卷，该卷的出版日期为1929年，其中指出西藏和英国，而不是中国，接受该协议具有约束力。根据阿拉斯泰尔·兰姆的说法，中国政府拒绝签署西姆拉文件，是在逃避对麦克马洪线给予任何承认。

### 熱振、達扎攝政時期

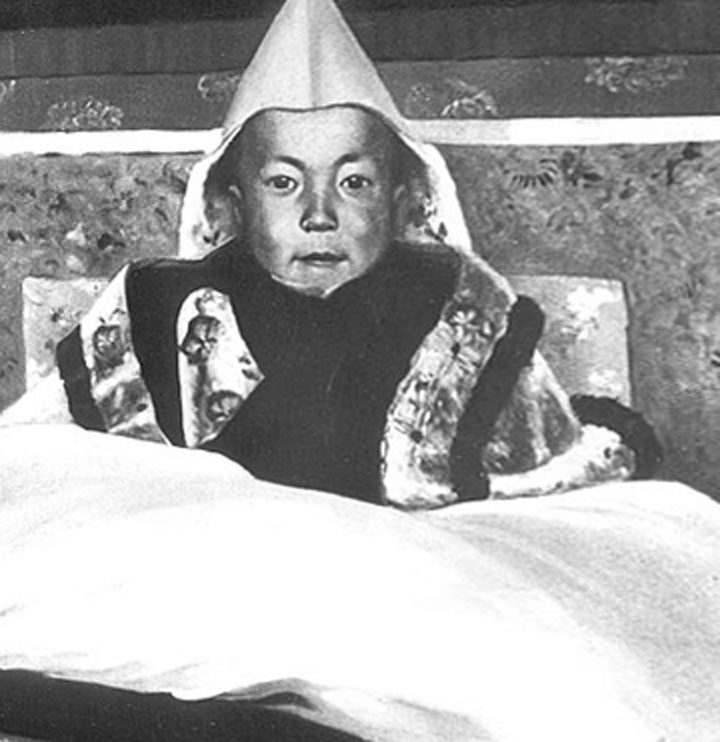
幼時的第十四世达赖喇嘛

1935年，丹增嘉措出生於安多地區，丹增嘉措被西藏政府宣佈是圖登嘉措的轉世靈童。1940年1月26日，攝政五世熱振活佛向中國政府要求取消使用金瓶掣籤選擇靈童，中國政府同意了。
中華人民共和國聲稱中國國民黨政府“批准”了現任的第十四世達賴喇嘛。國民政府代表吳忠信將軍主持儀式，此次“1940年2月批准令和儀式的紀錄片保存得仍完好無損。坐床儀式除了國民政府代表，還有其他國家的代表出席。《中國西藏的歷史地位》写道，根据藏族传统，没有主持活动这样的事情，并写道在通讯文件中很多地方都使用了“主持”这个词。这个词的意思与我们今天所理解的不同。他补充说，吴忠信在此次活动上花费了大量的时间和精力，他主持或组织活动的效果非常明显。
1942年，美国政府告诉国民政府和国民政府军事委员会委员长蒋中正，它从未对中国对西藏的主张提出异议。1944年，美国战争部制作了一系列关于《我们为何而战》的七部纪录片；在第六个系列《中国之战》中，西藏被错误地称为中国的一个省（正式名称是西藏地方，它不是一个省，只是省級行政地方）。二战期间的1944年，两位奥地利登山者海因里希·哈勒和彼得·奥夫施奈特来到拉萨，在那里，哈勒成为年轻达赖喇嘛的导师和朋友，让他对西方文化和现代社会有了深入的了解，直到1949年哈勒选择离开。
西藏于1942年设立外交部，并于1946年分别向中国和印度派出祝贺团。访华使团收到一封致国民政府主席蒋中正的信，信中说：“我们将继续维护西藏作为一个由历届达赖喇嘛通过真正的宗教政治统治的国家的独立性。”代表团同意以观察员身份出席在南京举行的中国制宪会议（制憲國民大會）。 
在蒋中正领导的国民政府命令下，马步芳于1942年修复了玉树机场，以阻止西藏独立。蒋中正还命令马步芳在1942年让他的穆斯林士兵对西藏的入侵保持警惕。马步芳应允，将数千名騎兵调往西藏边境。蒋中正还威胁西藏人，如果他们不遵守边界，就对其轰炸。
1947年在西藏旅行数月的法国医生安德烈·米戈（André Migot）描述了西藏和中国之间复杂的边界安排，以及它们是如何发展的：
|    | 為了抵消1906英藏條約對他們的利益造成的損害，中國人開始向西擴展他們的直接控制範圍，並開始在巴塘周圍進行殖民。藏人反應激烈。中國總督在前往昌都的途中被殺，他的軍隊在巴塘附近的一次行動後逃亡；幾名傳教士也被謀殺，當一位名叫赵尔丰的特別專員出現在現場時，中國的命運陷入低谷。 他的野蠻行為為他贏得了“僧侶屠夫”的綽號，他橫掃巴塘，洗劫了喇嘛寺，推進到昌都，並在一系列勝利的戰役中將他的軍隊帶到了拉薩的大門，重新建立秩序並重申中國對西藏的統治。1909年，他建議將西康建立一個獨立的省，由36個縣組成，以巴塘為中心。這個項目直到後來才進行，然後以修改的形式進行，因為1911年的中國革命結束了趙的職業生涯，不久他被同胞暗殺。 民國初期動盪不安，大部分朝貢首領叛亂，漢藏之間發生了多次激烈的戰鬥，發生了許多悲劇、喜劇和（當然）宗教都參與其中的奇怪事件。1914年，英國、中國和西藏在會議桌上會面，試圖恢復和平，但由於未能就中藏邊界的根本問題達成協議，這次會議破裂了。大約從1918年開始，出於實際目的，這已被認為是遵循以揚子江上游的邊界路線。在這些年裡，中國人有太多其他的當務之急，無暇顧及重新征服西藏。然而，事情逐漸平靜下來，1927年，西康省成立，但它只有二十七個縣，而不是構思這個想法的人所想像的三十六個縣。在十年的時間裡，中國失去了屠夫佔領的所有領土。 從那以後，西康相對平靜，但這個省歷史的簡短概要讓人很容易理解這種事態注定是多麼岌岌可危。中國的控制只是名義上的；我經常要親身體驗它的無效性。要治理這樣的領土，僅僅駐紮在相隔多日的偏遠村莊，幾個不起眼的官員和少數衣衫襤褸的士兵是不夠的。西藏人完全無視中國政府，只服從他們自己的首領。一個非常簡單的事實說明了西康中國統治者的真實身份：全省沒有人接受中國貨幣，官員們用錢買不到任何東西，被迫通過易貨交易來維持生計。 一旦你走出打箭鑪（或稱康定）的北門，你就告別了中華文明及其便利，開始過一種完全不同的生活。雖然在紙面上，這座城市北部的廣闊領土是中國西康和青海的一部分，但中國和西藏之間的真正邊界貫穿康定，或者可能就在康定之外。中國製圖師更關心聲望而不是準確性，他們在地圖上繪製的經驗線與準確性無關。 |
| —— | |

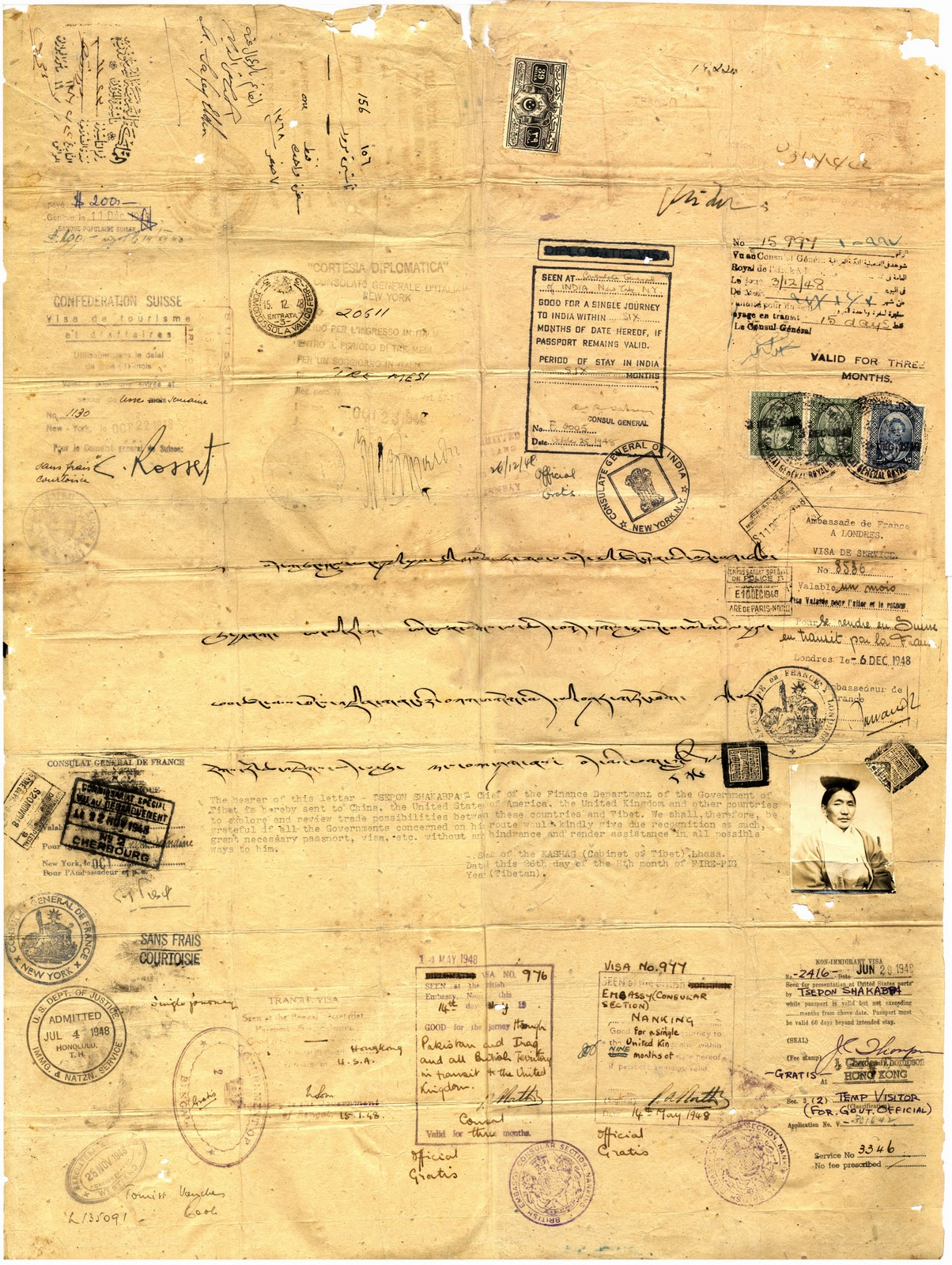
夏格巴的西藏护照，护照上有各国的签证

1947-49年，拉萨派出了一个由财政部长夏格巴·旺秋德丹率领的贸易代表团前往印度、中国、香港、美国和英国。被访问的国家小心翼翼地不表达支持西藏独立于中国的说法，也没有与代表团讨论政治问题。这些贸易使团官员持新签发的西藏护照经香港进入中国，并在中国驻印度领事馆申请并在中国逗留了三个月。然而，其他国家确实允许代表团使用西藏政府签发的护照旅行。美国非正式地接待了贸易代表团。1948年，代表团在伦敦会见了英国首相克莱门特·艾德礼。
1949年，噶厦準備在拉薩建水電站，與通用电气的J. E. Reid簽約購買500千瓦水電站設備，達扎給予Reid授權書，允許巴拉特航空公司空運設備到拉薩，噶厦並與印度政府談判兩國之間的航權。

### 中國人民解放軍进藏
第二次国共内战之后的1949年，中国共产党占领了中国大陆的大部分区域。噶厦政府不願捲入國共內戰，将中國所有驻藏官員驅逐出藏。1949年10月1日，11歲的十世班禅致电北京，表达对中國各地的解放和中华人民共和国成立的祝贺，并对西藏不可避免的解放感到十分兴奋。
由中国共产党中央委员会主席毛泽东领导的中华人民共和国政府于10月上台，并宣布中华人民共和国将代替中华民国成为新中国。1950年6月，英国政府在下议院表示，它一直準備承认中国对西藏的宗主权，前提是西藏自治。同年10月，中国人民解放军入藏，击溃守卫边境的藏军。隔年，以阿沛·阿旺晋美为首的噶厦代表在达赖喇嘛授权下，来到北京与中华人民共和国代表的中央人民政府进行谈判，之后签署十七点协议，承认中国对西藏的宗主权。数月后，该协议在拉萨得到通过，西藏结束其39年的独立状态。
中华人民共和国政府通称这一连串進軍西藏的事件为“西藏和平解放”。
1956年4月22日，西藏自治区筹备委员会在拉萨举行成立大会，正式成立。达赖喇嘛·丹增嘉措担任主任委员，班禅额尔德尼·确吉坚赞任第一副主任委员，张国华任第二副主任委员。阿沛·阿旺晋美担任秘书长。
1959年3月10日，西藏地区发生藏区骚乱。同年3月22日，中国人民解放军取得拉萨战役的胜利，达赖喇嘛·丹增嘉措亦逃往印度；3月28日，国务院总理周恩来发布命令，解散西藏地方政府，由西藏自治区筹备委员会行使西藏地方政权职权。最终，由班禅额尔德尼·确吉坚赞担任代理主任委员，并任命帕巴拉·格列朗杰和阿沛·阿旺晋美为副主任委员。
1965年7月24日，西藏自治区筹备委员会向国务院提出了《关于正式成立西藏自治区的请示报告》；8月23日，周恩来亲自主持国务院全体会议第158次会议，讨论了西藏自治区筹备委员会的请示报告，同意于1965年9月1日召开西藏自治区第一届人民代表大会第一次会议，正式成立西藏自治区，并向全国人大常委会提出了相应的议案。同年8月25日，全国人大常委会第15次会议批准国务院议案，通过关于成立西藏自治区的决议；9月1日，西藏自治区第一届人民代表大会第一次会议在拉萨举行。
1965年9月9日，大会举行闭幕式，西藏自治区正式宣告成立。

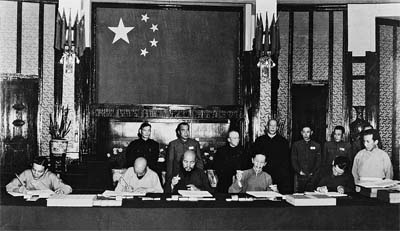
十七條協議簽字儀式，前排右起：阿旺晉美、索南旺堆、图登旦達、土登列門、丹增頓珠。後排左起：陳雲、朱德、李濟深、李維漢、張經武、張國華，攝於1951年5月23日
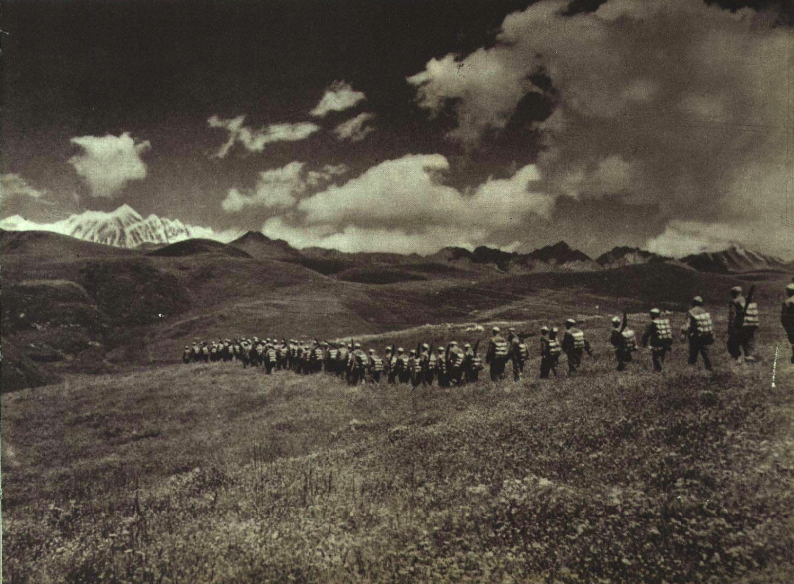
解放军行至西藏
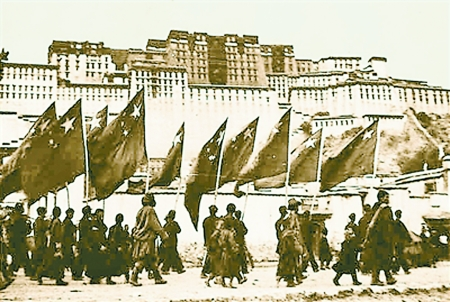
1951年10月，解放军在拉萨

## 衛藏政治

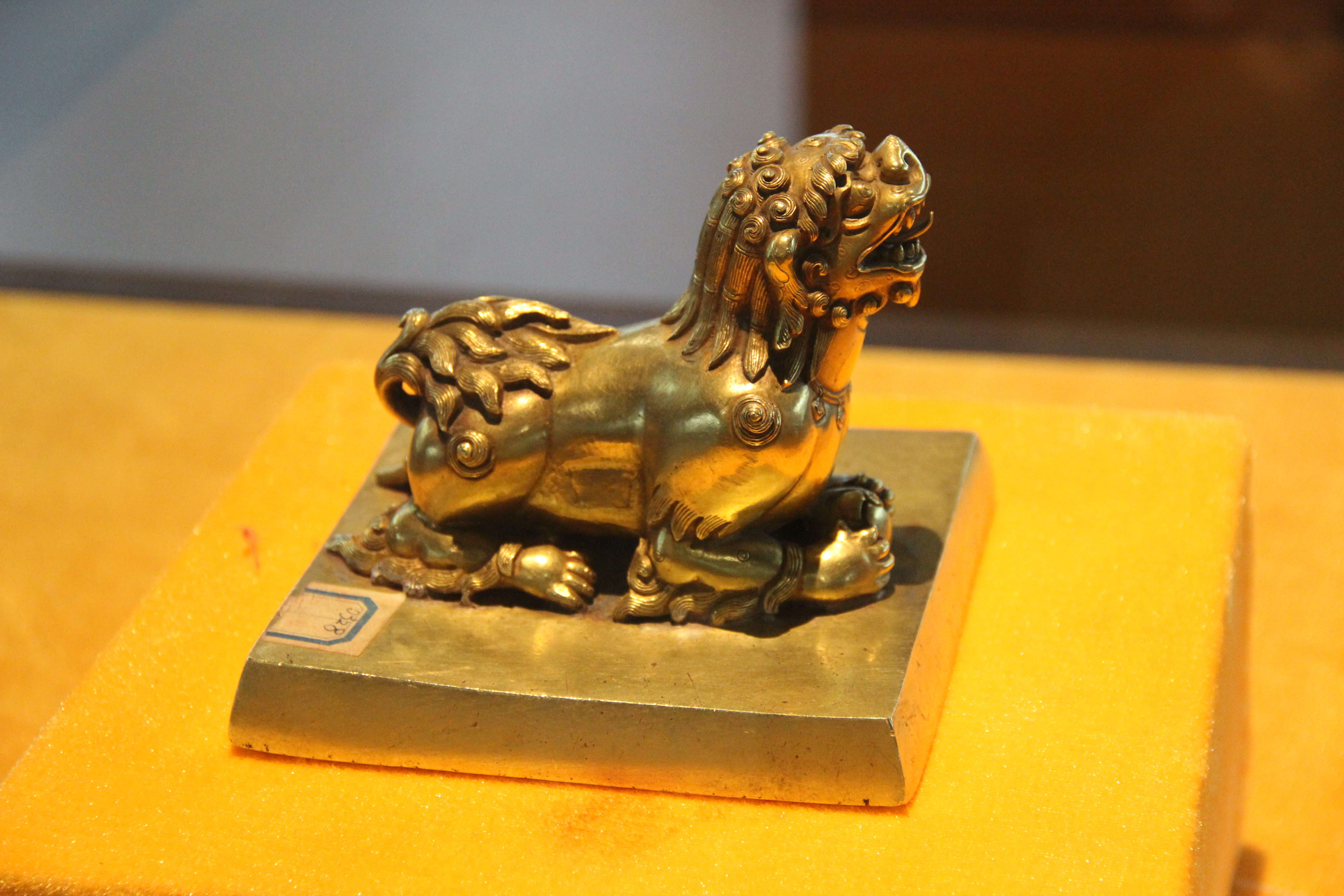
達賴喇嘛璽印。1909年由西藏僧俗捐資鑄造，獻給歸來的第十三世達賴喇嘛。使用此印是擺脫清朝皇帝名義統治情況的重要政治策略

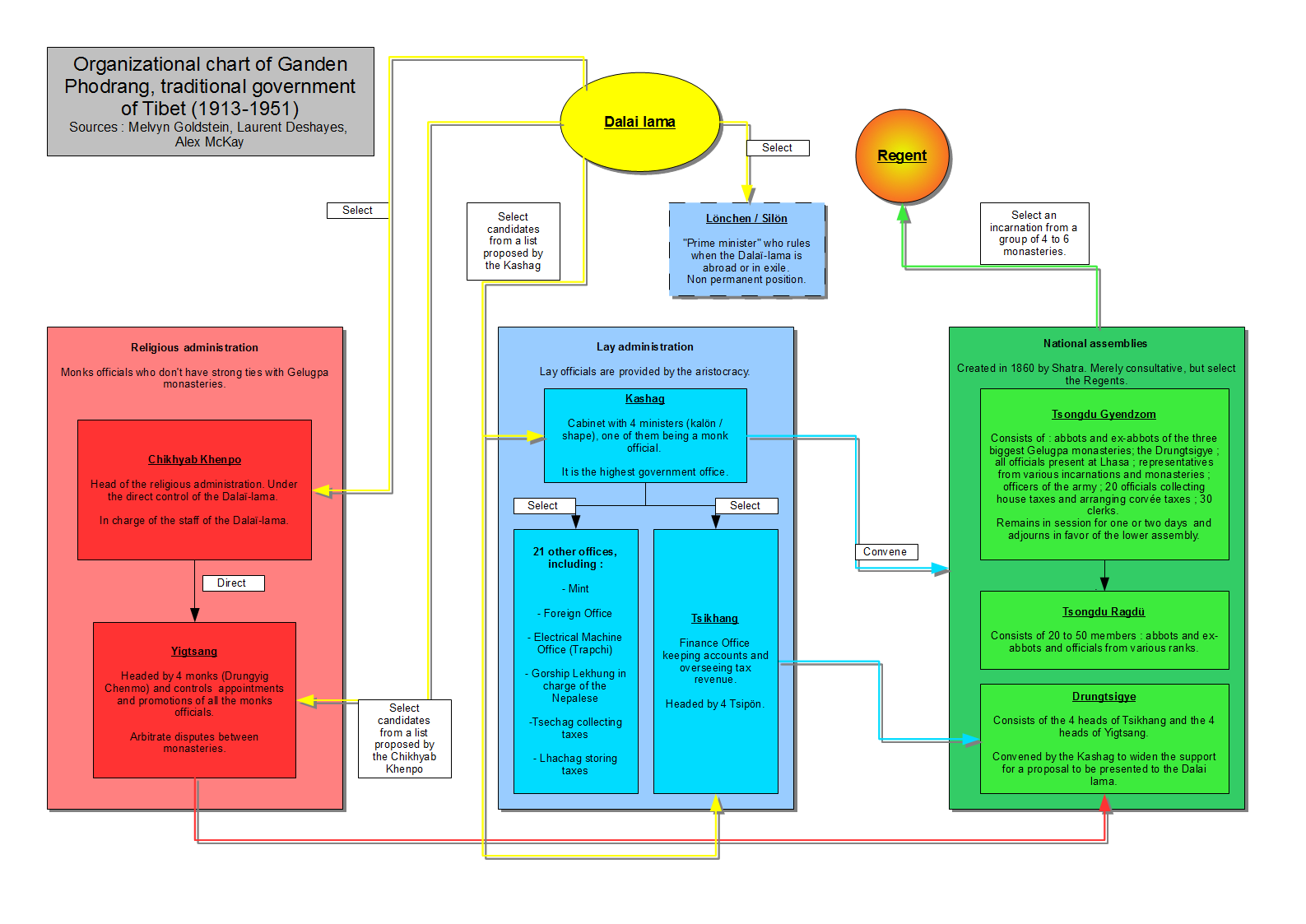
甘丹颇章组织图

### 政府組織
噶厦由四名三品官组成，三名俗人一名僧人，官職全称为噶贡伦，简称为噶伦，书面称谓顿那东，常亦称萨旺。

### 行政區劃
衛藏和部分康區實行的行政區劃是基巧（相當於總管或總督）與宗谿（相當於縣和莊園）兩級，每個基巧管轄十幾個宗谿。到20世紀初先後設立的基巧有﹕ 
- 拉薩基巧，又稱雪基巧或雪勒空，下轄29個縣，治設拉薩。
- 絳曲基巧，意為北方總管，統轄西藏北部牧區（現那曲等14個縣），治設那曲。
- 洛喀基巧，意為山南總管，負責山南地區30餘個縣，治設泽当。
- 塔工基巧，轄拉薩東南部11個縣，治設澤拉。
- 阿日基巧，又稱阿里噶本，轄西藏最西部的阿里11個縣，治設噶尔县。
- 卓木基巧，今亞東，下轄4個縣，負責邊界管理等，治設卓木（亞東）。
- 日喀則基巧，又稱基宗，轄25個縣，包括班禪喇嘛所屬4個縣和薩迦法王所屬地域，治設日喀則。
- 朵麥基巧，即康區基巧，治設昌都，負責管理康區。

### 司法
噶廈除了在拉薩設有法院外，其他地方沒有法院，訴訟由當地行政首長派人審理。:83世俗法律的依據是第五世达赖喇嘛时期制定的《十三章法典》，該法典是由《十六章法典》中刪除三章而來:75。第十三世達賴喇嘛廢除了肉刑，但因爲崇古，並沒有刪除法典中肉刑的部分:75,77。
尼泊爾人和喀什米爾穆斯林享有治外法權:87，但是中華民國蒙藏委員會駐藏辦事處爭取「漢民由漢官管轄」無果，漢人並不享有治外法權，而始終由噶廈的農務局管理。

### 外交关系

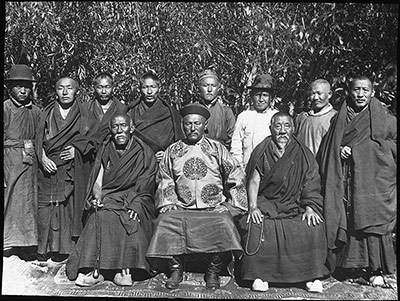
蒙古駐拉薩使團成員

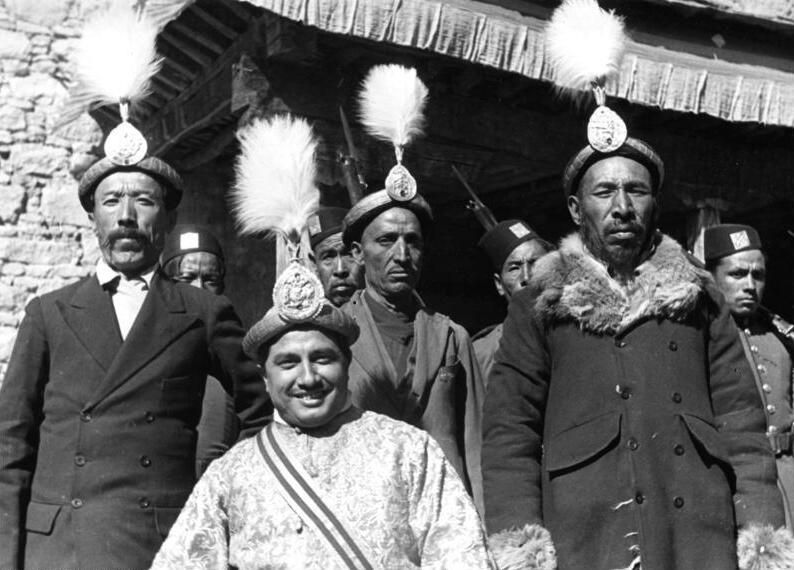
尼泊爾駐西藏大使比斯塔（中）以及其屬下

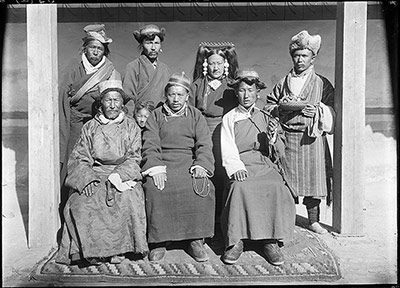
拉達克使團成員

民国军阀使中国分裂，十三世达赖喇嘛统治，但他的统治标志着与汉族和穆斯林军阀的边界冲突，西藏人失去了大部分时间。当时，西藏政府控制了所有的衛藏和康区西部，大致与今天西藏自治区的边界重合。与长江相隔的康区东部，在中国军阀刘文辉的控制之下。安多地区（青海）局势更复杂，1928年后被称为穆斯林军阀的马家军，由西宁的回族军阀马步芳家族掌握，他一直力图把安多藏区控制在青海省之内。1915年至1927年间，康南连同云南其他地区属于滇系軍閥，然后是军阀龙云，直到中国内战快结束时，杜聿明在蒋中正的命令下将他撤职。在中国控制的领土内，在国民党平定青海期间，正在对青海的西藏叛乱分子发动战争。

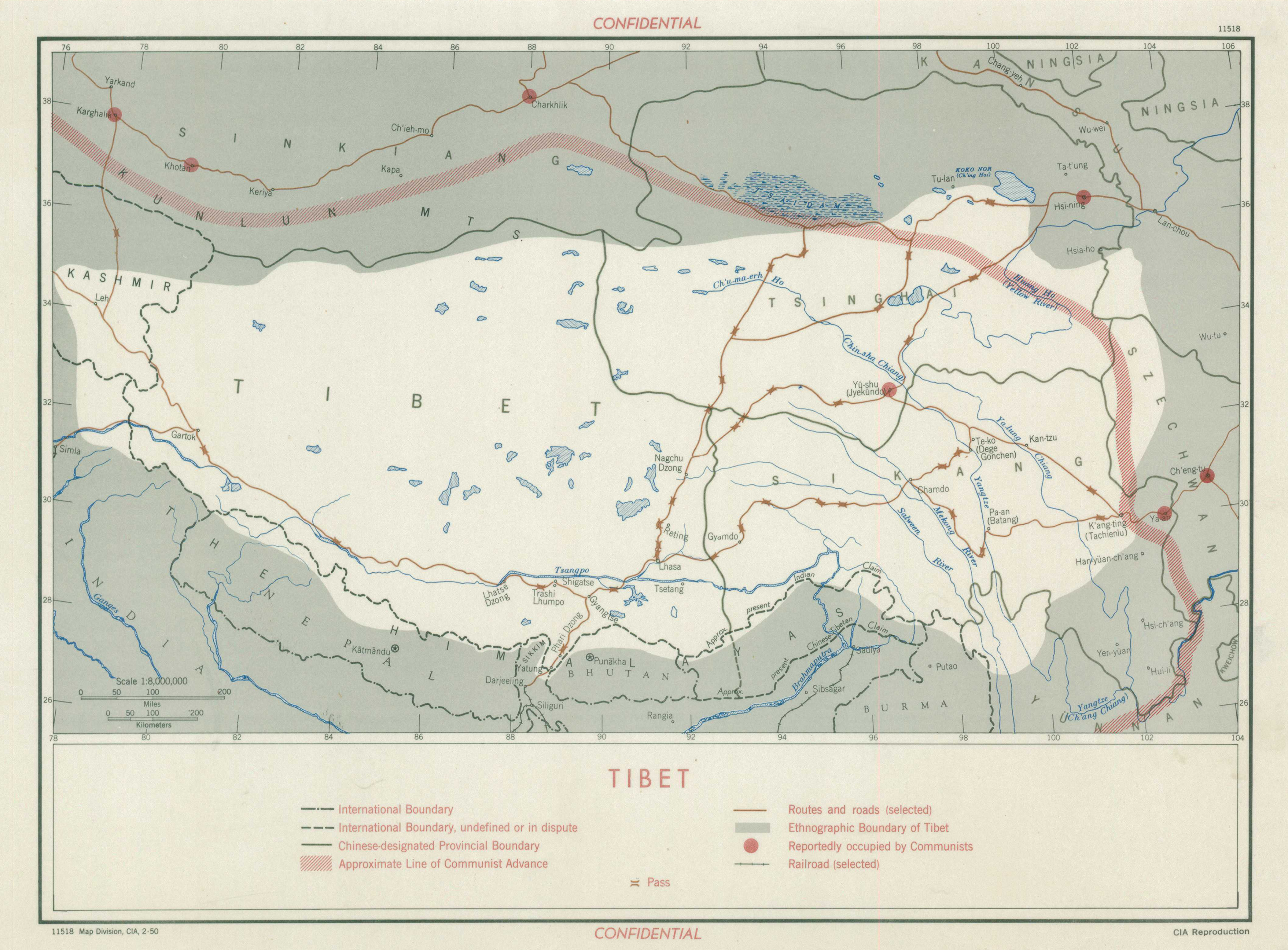
1950年2月西藏的领土范围和中国共产党的大致前进路线

1936年，盛世才将3万名哈萨克人从新疆驱逐到青海后，马步芳将军率领的回族屠杀了他们的穆斯林哈萨克同胞，直到剩下135人。 
7000多名哈萨克人从北疆经甘肃逃往藏青高原地区，大肆破坏，马步芳将哈萨克人归入青海指定牧场解决了问题，但该地区的回族、藏族和哈萨克族继续发生冲突互相反对。
哈萨克人经甘肃、青海进入西藏时，藏人与哈萨克人进行了进攻和战斗。
在西藏北部，哈萨克人与西藏士兵发生冲突，然后哈萨克人被送往拉达克。 
当哈萨克人进入西藏时，西藏军队在拉萨以东400英里的昌都抢劫并杀害了哈萨克人。 
1934年、1935年、1936年至1938年从库米尔·埃利克桑率领克雷哈萨克人迁移到甘肃，估计有1.8万人，先后进入甘肃和青海。
1940年2月，十四世达赖喇嘛坐床時，中國、英屬印度、尼泊爾、不丹、錫金、拉達克等國都派了代表獻禮。
拉達克戰爭後，甘丹頗章與拉達克王國於1684年簽訂提默斯崗條約，規定拉達克每3年向達賴喇嘛朝貢一次。森巴戰爭後雙方於1842年簽訂和約，同意拉達克繼續向達賴喇嘛朝貢。朝貢同時是貿易代表團，可以免費使用烏拉差役，省下運輸費用，因此獲利頗豐。貿易代表團的往來持續到1942年，1951年印度才正式廢除。
1947年西藏派代表团参加在印度新德里召开的亞洲關係會議，在会上表示自己是一个独立国家，印度在1947年至1954年承认其为独立国家。这可能是西藏国旗首次出现在公共集会上。
1949年底，噶廈致電英國與美國政府，希望兩國支持西藏加入聯合國，英國回信指出會員申請將遭安理會成員否決，不切實際。
1950年4月29日，反共的美国中央情报局特工道格拉斯·麦基尔南遭藏军誤杀。
维吾尔族堯樂博士為了逃避解放軍的追擊，帶著約90名手下從新疆經青海逃往西藏，入藏後被藏军繳械，於1951年1月抵達拉薩。印度只允許堯樂博士等6人入境，餘人被達賴喇嘛拘留。

### 財政
財政部長夏格巴·旺秋德丹率領的貿易代表團1948年前往美國時，向國務院表示希望購買黃金作為發行紙幣的準備金，並希望美國貸款兩百萬美元以利馬上交易，西藏政府在印度銀行的盧比存款超過此數，可作為擔保。國務院表示不反對財政部出售5萬盎斯黃金給代表團，但沒有經費貸款。夏格巴向英國要求購買兩百萬美元的黃金時，英國表示本國的準備金不足，無法出售黃金。1950年，西藏政府把夏格巴在美國購買的金塊存放在甘托克的倉庫裡，由錫金卻嘉保護，昌都戰役後達賴喇嘛內庫中的黃金也存放在那。

### 军事

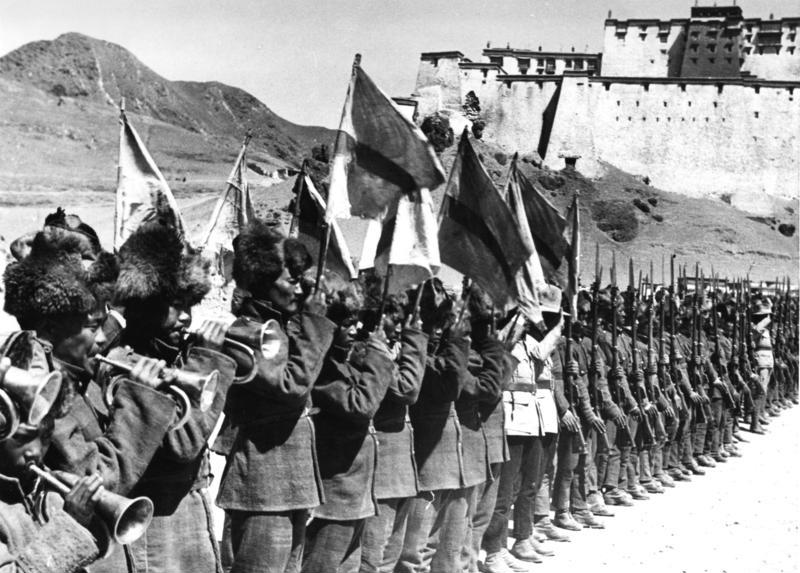
藏军在日喀则市进行阅兵仪式，摄于1938年

1910年代十三世达赖喇嘛完全控制西藏后，他开始在英国的支持下建立西藏军队，提供顾问和武器。这支军队应该足够庞大和现代化，不仅可以保卫西藏，而且还可以征服周边地区，如藏族人民居住的康区西藏军队在十三世达赖喇嘛在位期间不断扩大，到1936年约有10,000名士兵。在当时，这些是装备精良、训练有素的步兵，尽管军队几乎完全缺乏机枪、大炮、飞机和坦克。 除了正规军外，西藏还动用了大量装备简陋的乡村民兵。1920年代和1930年代，考虑到藏军的火力通常被对手击败，西藏军队在对抗中国各军阀方面表现相对较好。总体而言，藏军在军阀时代被证明是“无畏强悍的战士”。
十三世達賴喇嘛親政期間，西藏建立了至少三個兵工廠，其中扎什兵工廠主要的成就是仿製了英國的李-恩菲爾德彈匣式短步槍，但由于自主生產的軍火質與量都不足，藏军主要還是依賴進口軍火。
尽管如此，在1950年昌都战役期间，西藏军队完全不足以抵抗中国人民解放军。它因此瓦解和在没有太多抵抗的情况下投降。

### 邮政服务

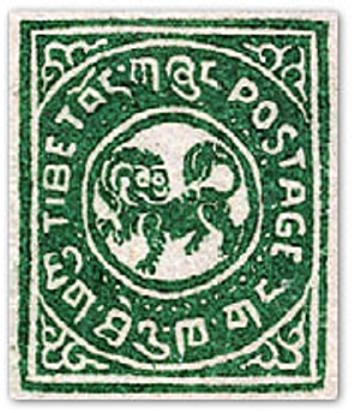
1912年发行的雪狮邮票
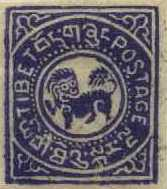
1912年发行的雪狮邮票
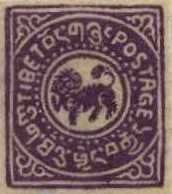
1912年发行的雪狮邮票
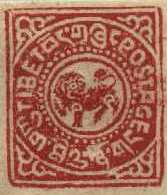
1912年发行的雪狮邮票
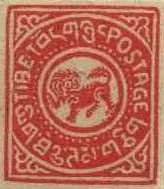
1912年发行的雪狮邮票
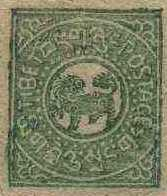
1912年发行的雪狮邮票
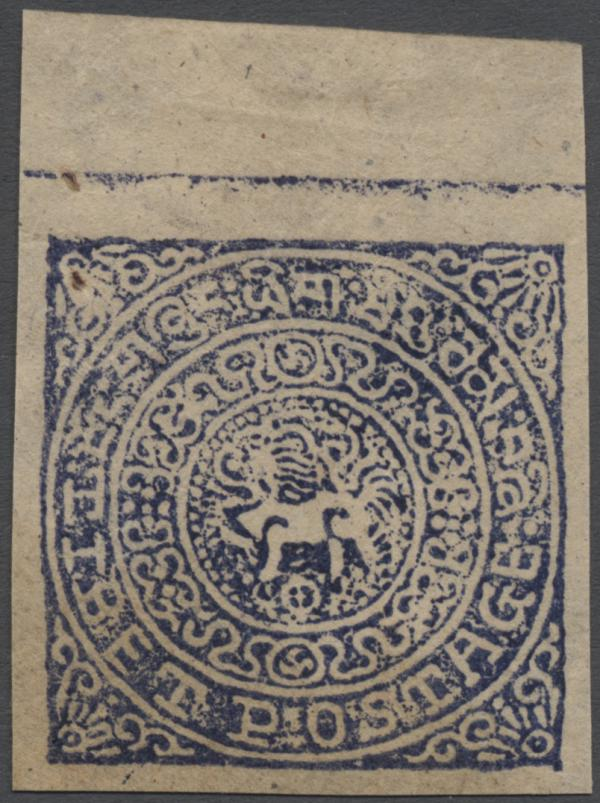
1920年发行的雪狮邮票
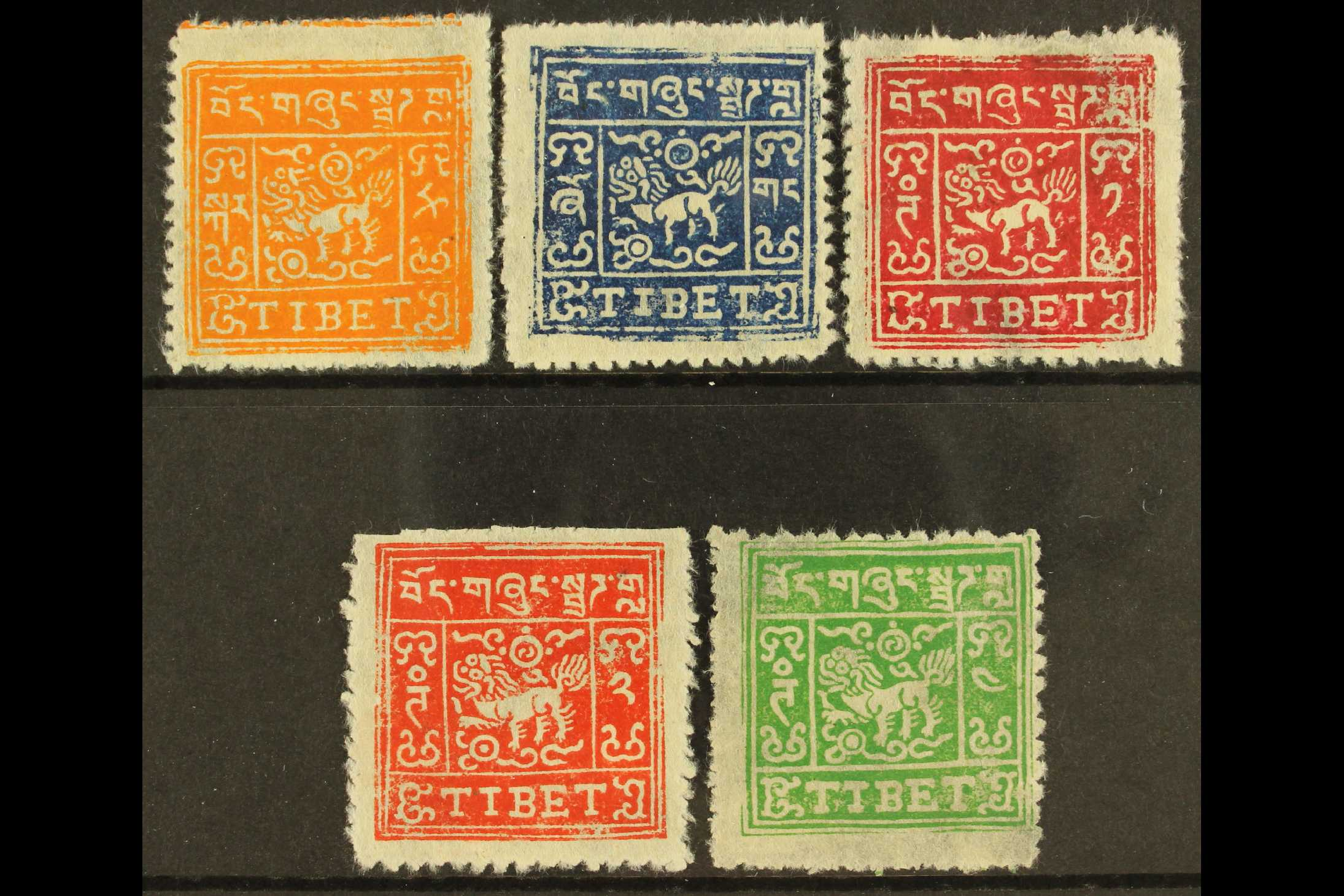
1933年发行的雪狮邮票

西藏于1912年设立了自己的邮政服务。西藏在拉萨印刷了第一张邮票，并于1912年发行。西藏于1950年发行了电报邮票。
木龍年戰爭時，英屬印度郵局為英軍架設了從錫金王國甘托克到江孜的電報線，1922年應噶廈政府要求將電報線延長到拉薩，發電報到印度當天就可以收到回電，成為拉薩與外界通訊最快的方式。

## 康區政治
1917年1月—1918年8月，藏軍大規模地進攻川邊特別區，驅逐了川軍，拉萨重新控制昌都和康区西部，停战协议将边界设在长江，朵麥基巧移駐昌都。此时的西藏政府控制了长江以西的所有衛藏和康区，与今日西藏自治区的边界大致相同。康区东部由效忠不同领袖的当地藏族土司统治。青海由回族和亲国民党军阀马步芳控制。
1927年，朵麥基巧噶伦门堆巴指揮3,000人擊敗波密土王旺钦顿堆，设立三個宗管理波密。
1932年，十三世达赖喇嘛企图夺回安多和康区领土，刘文辉、马步芳率领的川軍和青海回族联军大败藏军。他们警告藏人不要再过金沙江。 双方签署了休战协议，结束了战斗。 达赖喇嘛在藏军失利后，曾向印度的英国人发出电报寻求帮助，并开始贬低他投降的将军们。 
20世纪30年代，在康區发生了三次“康人治康”运动，即1932年的巴安事變、1935年的诺那事變和1939年的甘孜事變。
十三世达赖喇嘛於1933年12月圆寂后，土登贡培被噶厦政府逮捕，与土登贡培关系密切的邦達家族感到危險，邦達多吉、邦达饶嘎於1934年在芒康发兵反抗噶厦政府，反叛很快失败，邦達多吉率军逃到金沙江以東的康區東部，得到国民政府的庇护。由于邦达仓家族的富有和广泛的社会关系，以及噶厦政府担心丧失由“邦达仓商号”所掌握的政府资产，在拉薩經商的邦達養璧最后免受惩罚。解放軍1950年1月寫信給邦達多吉、邦达饶嘎，表示願意以武器彈藥支持，換取邦達倉支持「解放西藏」。邦達倉決定不與中共合作，而委託喬治·派特森前往印度報訊並尋求國際援助，但沒有結果。6月，邦達饒嘎要求昌都总管阿沛·阿旺晉美承認康區獨立，以換取康巴戰士打游擊，但阿沛拒絕了，邦達兄弟因此投向中共。

## 经济

### 貿易
印藏的貿易路線，一條到大吉嶺、噶倫堡和甘托克，從公路接西里古里，經鐵路到加爾各答；另一條是通過尼泊爾的拉利特普爾和加德滿都的古道，直到尼泊爾-印度邊境才有鐵路。前者交通比後者方便，吸引了多數貿易，中藏貿易也一部分從海路從印度入藏。從印度進口的貨品包括棉布、煤油、五金製品、糖、肥皂、火柴，以及來自中國的磚茶、絲綢和瓷器。中藏的貿易路線稱為茶馬古道，分為青藏、川藏、滇藏三條主要線路和數量眾多的支線，青藏線從陝南，經甘肅南部和青海地區後進入西藏；川藏線從雅安，經康定、理塘、巴塘等川邊重鎮入藏；滇藏線從普洱，經南澗、大理、麗江、德欽等地入藏。茶馬古道由駝獸運輸，歷時數月。中藏貿易中佔最大部分的是川茶。川茶在雅州(今四川雅安縣)每包銀3錢，運至拉薩即升值到藏銀2兩6錢(合漢銀1兩8錢餘)。川茶貿易每年約值藏銀400萬兩(合漢銀260餘萬兩)。英國早在大吉嶺等地種印茶，以低價與川茶競爭，只是由於印茶味道較苦，仍然難在拉薩一帶暢銷。
羊毛是當時主要出口貨品，1946年時一年出口到噶倫堡874萬磅羊毛，時值177萬美金（相当于2020年的$1,820萬美金）。羊毛出口由三大貿易商家族壟斷，小貿易商處於競爭劣勢。三大家族指都來自康區的邦達倉、三都倉與熱振家族，藏人稱為「热振-邦达-三都」，在藏北高原都有貿易站。邦達倉在加爾各答、上海、北京、日本有分店，在噶倫堡有私人銀行，有工廠將羊毛按品級與顏色分開。藏人有「地是邦达仓的地，天是邦达仓的天」的說法。三都倉（Sandutsang）於1947年已經直接出口羊毛到美國與英國。

### 货币

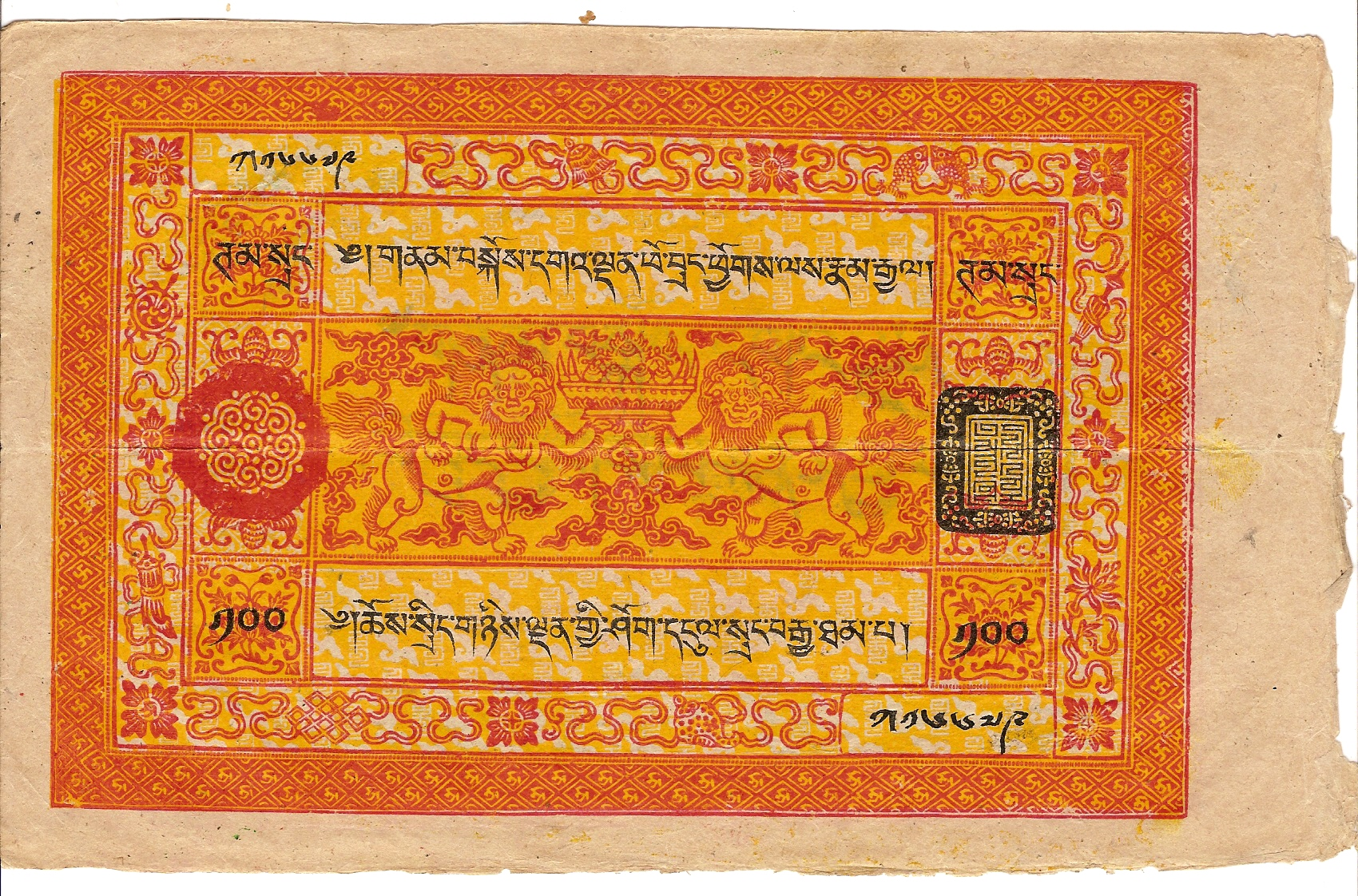
面值为100两的西藏纸币，印刷于1938年

1912年，西藏开始印行纸币，起初为木刻板单色印刷，后因容易伪造，改用铜板、木刻板套色印刷。
1915年设立了隶属于藏军总司令噶伦擦绒·达桑占堆的“诺兑色章列空”（主管铸造钱币的机构）。从1911年到1922年，采用人力驱动机器的方式铸造了面值5钱的银币和面值20两银子的金币。留学英国的强俄巴·仁增多吉回到西藏后，在拉薩北郊的夺底建设了水电站，造币厂遂从雪城迁往夺底。1931年新建了扎什机械厂（扎什电机列空稀有无边智力金库房），用电力驱动机器铸造银币，印刷纸币，并制造枪炮零件。
西藏“色章果木”（藏语金质圆钱之意），面值为二十两，1918-1921年仿照印度托拉金币重量铸造，最终因金价上扬停止铸造。此类金币亦因金价上扬多被印度商人兑去熔毁牟利，因此自15饶迥的火蛇年（1917年起）使用了四年时间就停止流通了。

## 人口

### 人口統計
此時期西藏缺乏可靠的人口統計資料。1951年中華人民共和國政府接管西藏後，西藏地方总人口为114.09万人，中國各地藏族总人口为277.6万人。1953年中华人民共和国第一次全国人口普查时，西藏地方和昌都地区人口合計1,273,969人。西藏噶厦官员、学者夏格巴·旺秋德丹估計照職業分，藏族人口48%從事牧業，32%從事農業與貿易，18%是男性僧人，2%是女性僧人。人口大城只有四個：拉薩、日喀則、昌都、江孜，藏族人口中約3%住在大城。
學者對此時期西藏人口的增長速度沒有共識：民國時期學者與國外藏學家認為西藏人口逐漸下降，但20世紀70年代以後，部分藏學家認為西藏人口非常緩慢的增長。

### 社会組織
传统的西藏貧富差別不大，中華人民共和國政府稱其為落伍壓迫的封建農奴社会，因此「解放西藏」具有正當性，這與西方殖民者聲稱殖民帶來文明與進步非常相似。

研究西藏文化和宗教的唐纳德·S·洛佩兹在当时表示：
|    | 传统的西藏社会与任何複雜的社会一樣，非常不平等。西藏的权力掌握在少數的贵族組成的精英階層、各個教派組織（包括活佛）以及各大黄教寺院的手中。 |
| —— | |

这些政治团体在1959年之前都还一直掌握着各地的权力。
十三世达赖喇嘛在建国之初曾更改过西藏原有的农奴制度。所以直至50年代，传统的奴隶制可能在大部分的西藏区域已经不复存在，但仍然可以在某些边境地区见到。例如，春丕河谷地区仍然存在一些传统奴隶制。英国藏学家查爾斯·貝爾曾提出了“温和地方”（英文：mild areas，即有文明的地方）和“乞丐地方”（藏語：རགྱབས；威利轉寫：ragyabas，即因为地区情况恶劣而保持奴隶制的地方）的地区概念。在十三世达赖喇嘛更改社会制度之前，西藏的社会制度就更为复杂。
西藏本地的莊園制度，始於吐蕃松贊干布統一高原全境之時，其之製度與歐洲多國之似，但相較複雜。其莊園主乃是國家授權並世襲而來，國家可以吊銷莊主權，權力亦可自己撤銷。這一制度包含兩種形式，即“直轄地”與“公農地”。前者乃寺院或貴族擁有地，而後者為村莊公有地或個人私有地，皆由當地管理員管理。直轄地制度只有莊園制度中的75%左右，“公農地”則屬莊園制，其主世襲，農人均來自徭役。除“直轄地”以外制度均視為奴農制。其之莊園，與佃農相當。
西藏社會在僧人之外分為三個階層：貴族（藏語：སྒེར་པ，威利转写：sger pa）、平民（藏語：མི་སེར，威利转写：mi ser）、賤民。平民階層是西藏社會最大的群體，也就是基層人民。農民必須為政府、寺院或莊園  提供勞役，才能使用土地與獲得農作物。若是逃走，地主有權追回並給予處罰。地主與農民之間的權利和義務，都以書面契約規定。農民不僅有應盡的義務，法律上也有受保障的權利。農民中有三個最主要的階層:「差巴」（藏語：ཁྲལ་པ，威利转写：khral pa），意為「納稅人」；「堆窮」（藏語：དུད་ཆུང，威利转写：dud chung），意為「小戶」；「米波」（mi bo），意為「失地農民」或「人租」。主要的社會階層流動是在差巴與堆窮之間。差巴的地位比較高，其義務是對領主完成徭役、納稅的責任。差地不可分割，不可放棄，也不能被剝奪，但可以家庭的名義世代繼承，因此一妻多夫制最常見於差巴家庭，差巴亦可將土地轉租給其他人。堆窮既可依附於莊園，也可選擇當傭工，自選雇主。米波是未能固定在莊園內服差的手工業者和其他流浪戶，沒有可以繼承的土地權，需要繳納人頭稅等差役代金。只要繳納稅金獲得許可後，他們即可自由離開。一個家庭只要能完成對領主的義務，其他成員即可自由地遷移，遠走他鄉去朝聖或經商。

### 教育

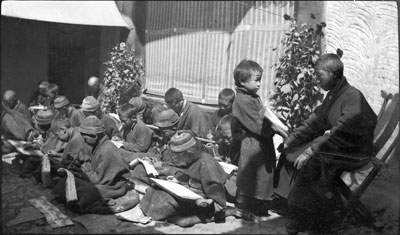
1922年拉薩的學校

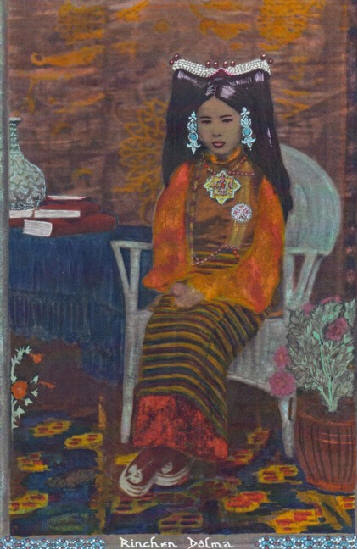
第一個接受西方教育的藏族女孩仁欽卓瑪

西藏的教育體系包括以寺院為主的寺院教育，以培養政府官員為主的官辦學校，以及私塾。1951年時，西藏有100多所官辦學校、家塾以及私塾，學生三千餘人，人口識字率約10%。學校的地點集中在拉薩、日喀則、江孜、澤當與噶大克。寺院教育的內容以佛教經典為基處，也學習藏文書法、文學藝術、哲學、因明、天文曆算、藏醫藏藥。官辦學校分俗官學校（藏語稱“仔康羅札”）和僧官學校（藏語稱“孜羅札”），學生以貴族子弟為主。俗官學校又稱“仲科”學校，是七世達賴喇嘛親政時創辦，校址在大昭寺東側，由西藏政府的“仔康”（審計處）管理，有私塾基礎識字者即可入學，教學內容依工作而定，主要包括禮儀、書法文法、公文和會計。僧官學校又稱“孜仲”學校，在拉薩與日喀則的扎什倫布寺各有一所，由政府的“譯倉”（秘書處）管理。學生來自各寺院，多數是差巴的子弟，少數是平民子弟。教學內容以宗教儀軌、經咒、法器為主，也學藏文文法、修詞、公文、算數等。從僧官學校畢業的學生稱“孜仲”，各級僧官一般從孜仲中選任。
藏醫藏藥教育除了師徒相傳，就是透過拉薩的兩所醫學院，醫學院學生都是平民。1696年，第巴桑結嘉錯依照第五世達賴喇嘛的願望建立了藥王山醫學利眾院。1916年，第十三世達賴喇嘛建立藏醫曆算學院（门孜康）。藥王山醫學利眾院在1959年拉薩骚乱中被解放軍摧毀。

## 文化
羅伯特·韋伯斯特·福特描述當時的拉薩，是一個現代的城市，可以喝到雞尾酒，跳桑巴舞，打網球與橋牌，讀三週前出版的報紙。

### 攝影
到了1910年代，攝影已經進入了藏人的生活。第九世班禪喇嘛與第十三世達賴喇嘛都會攝影。第十世德木活佛德木·丹增嘉措是最早廣為人知的藏族攝影家。1920年代拉薩開始有專業攝影師，之後有攝影工作室從事人像攝影。

### 文學
此時期藏族文學還是深受印度檀丁的《詩鏡》影響，但是詩人如更敦群培、羅桑貝丹、协嘎林巴等人的詩，以文學表達時代的變遷，成為50年後新中國下年輕詩人的榜樣。

### 媒體
《西藏鏡報》是一份早期藏文報紙，1925年10月10日創刊。在早期藏文報紙中，《西藏鏡報》是唯一一份持續發行的，也是對藏人最具影響力的報紙。讀者包括十三世和十四世達賴喇嘛。
西藏政府於1948年雇用羅伯特·韋伯斯特·福特（他於1945年曾到英國駐拉薩代表團當無線電操作員），建立了西藏的第一座無線電廣播電台—西藏廣播電台，也稱「拉薩電台」，後在昌都（朵麥基巧駐地）、那曲（絳曲基巧駐地）、阿里（堆噶本駐地）、亞東（卓木基巧駐地）建立分台。由於只有貴族與官員才有收音機，電台主要功能是對外廣播。1950年1月31日，該電台廣播反駁北京「西藏是中國一部分」的說法，表示從1912年驅逐清軍之後，西藏就一直是一個獨立的國家。

## 图册
以下爲德國恩斯特‧舍費爾考察隊考察西藏時所攝部分影像。

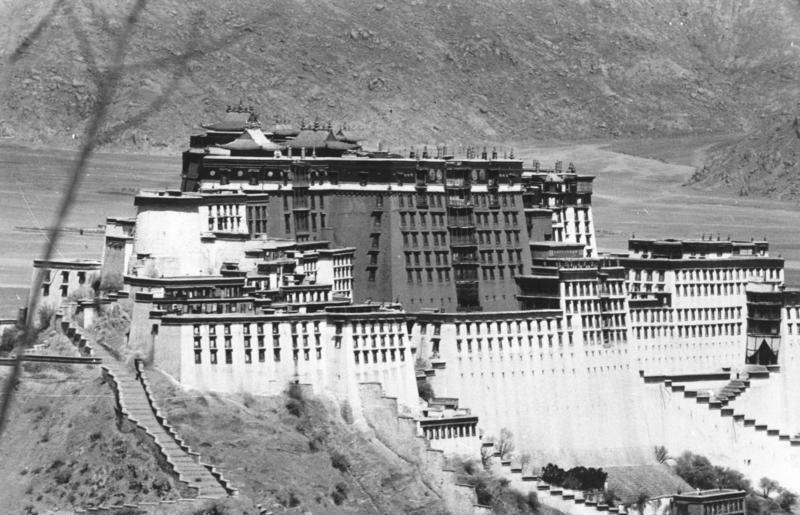
布達拉宮
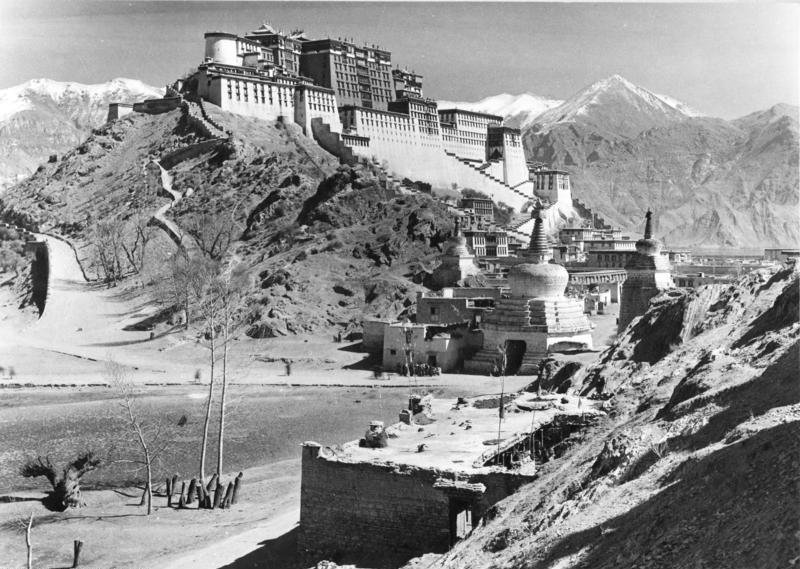
布達拉宮
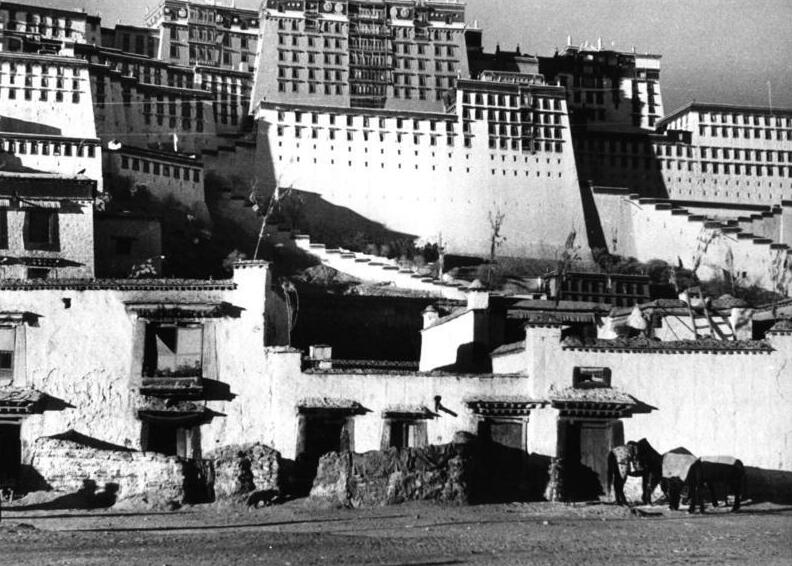
布達拉宮
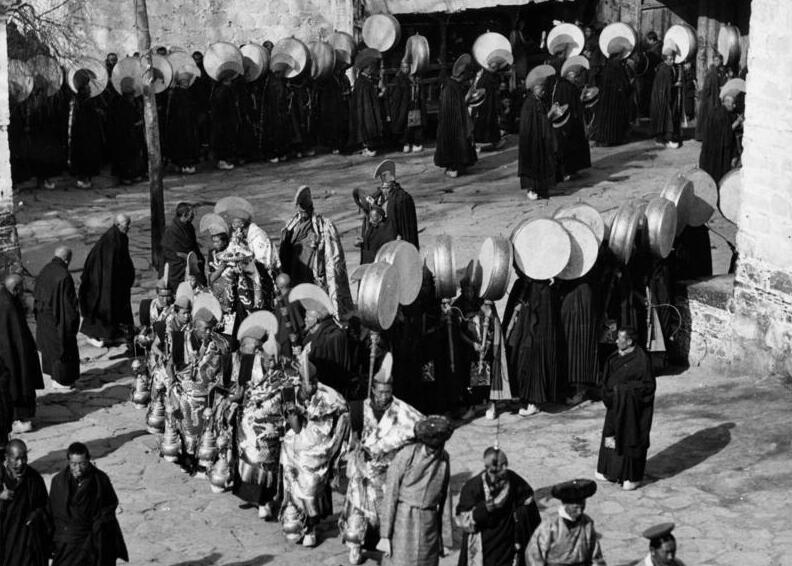
藏曆新年慶典，拉薩
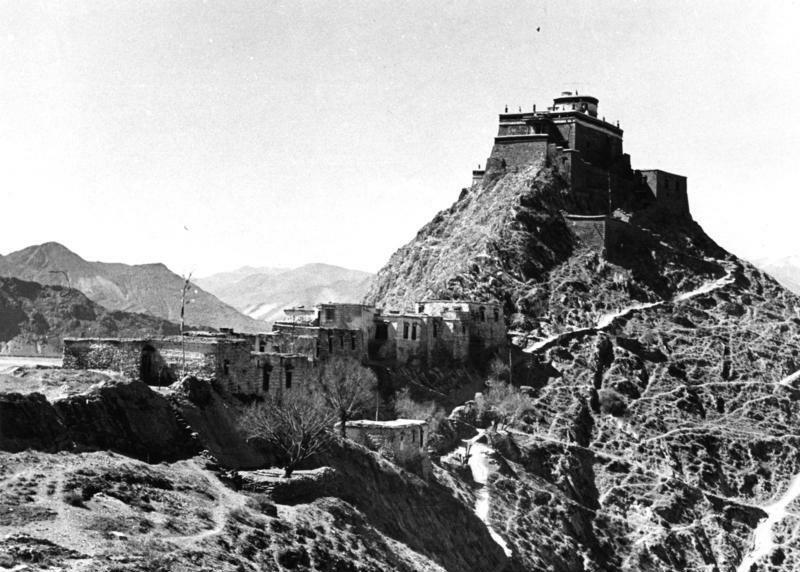
藥王山醫學利眾院
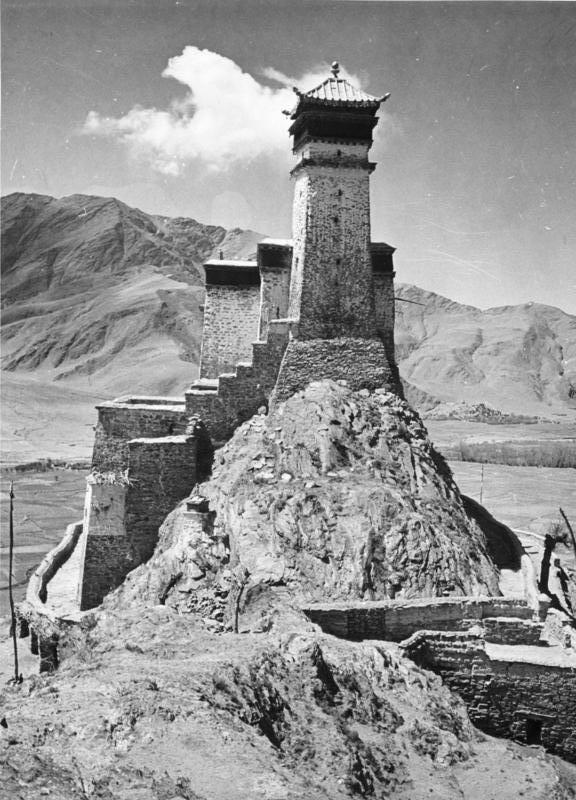
雍布拉康宮
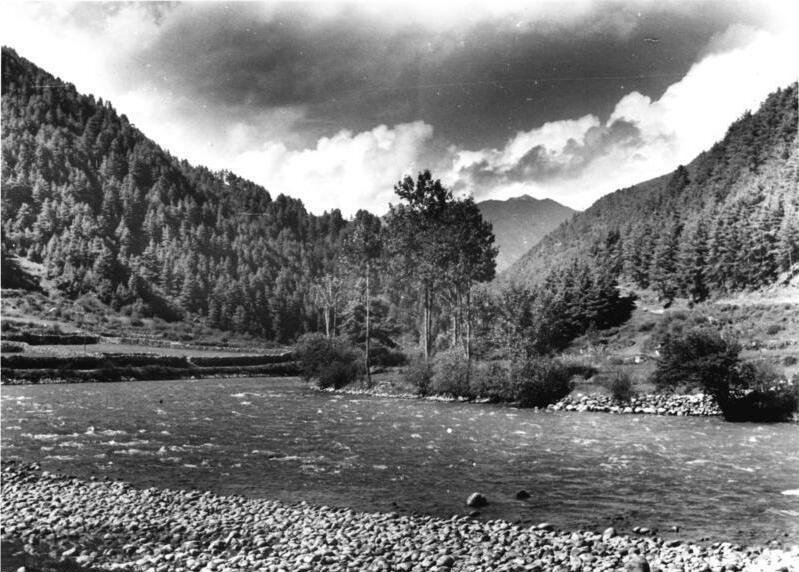
春丕河谷風景
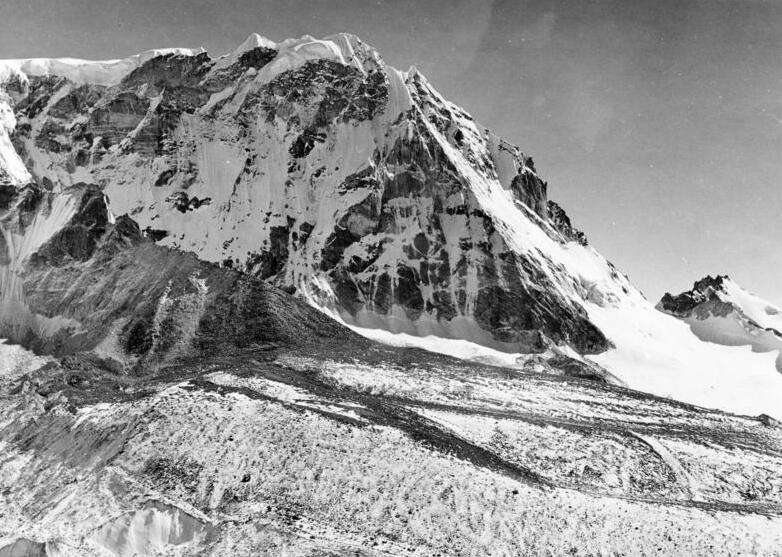
堡洪里峰風景
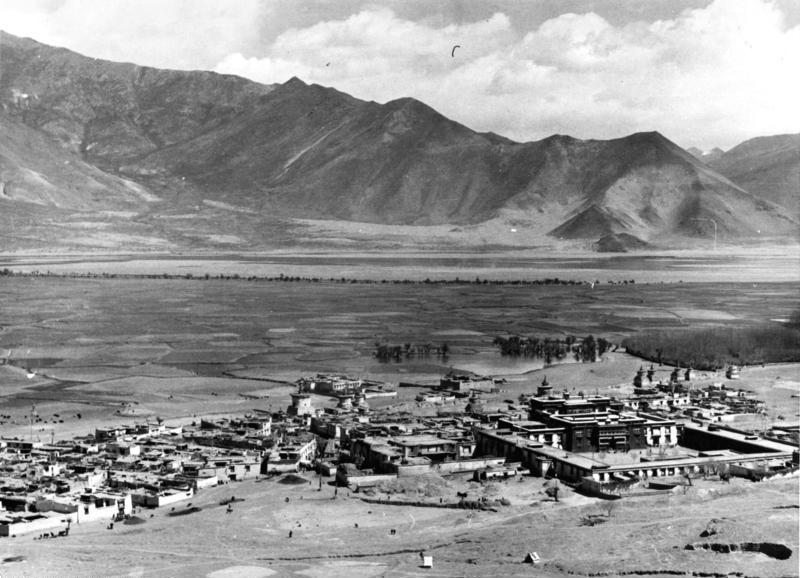
澤當鎮
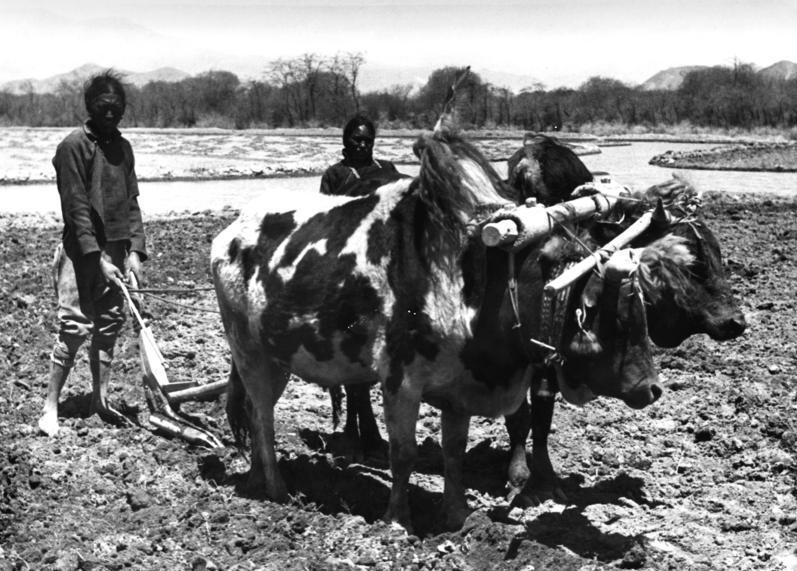
農民用犏牛（犛牛和瘤牛雜交之後代）犁田
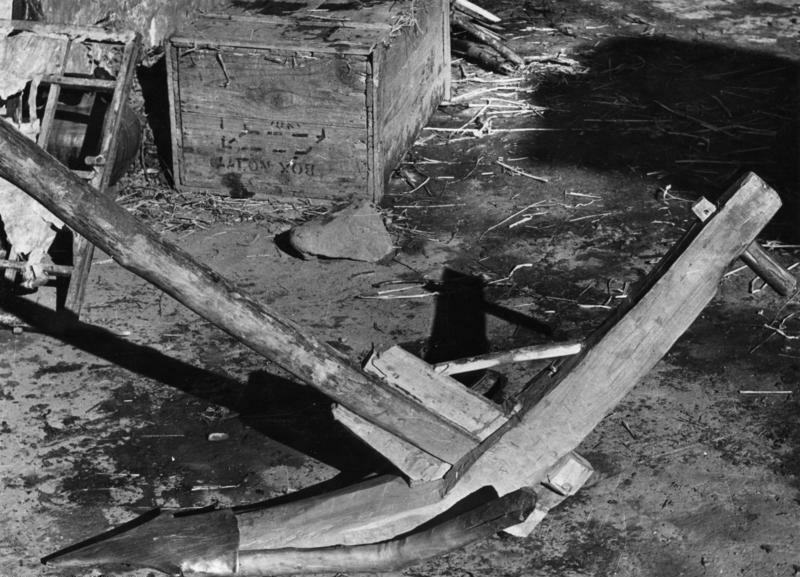
藏民犁田所使用的犁
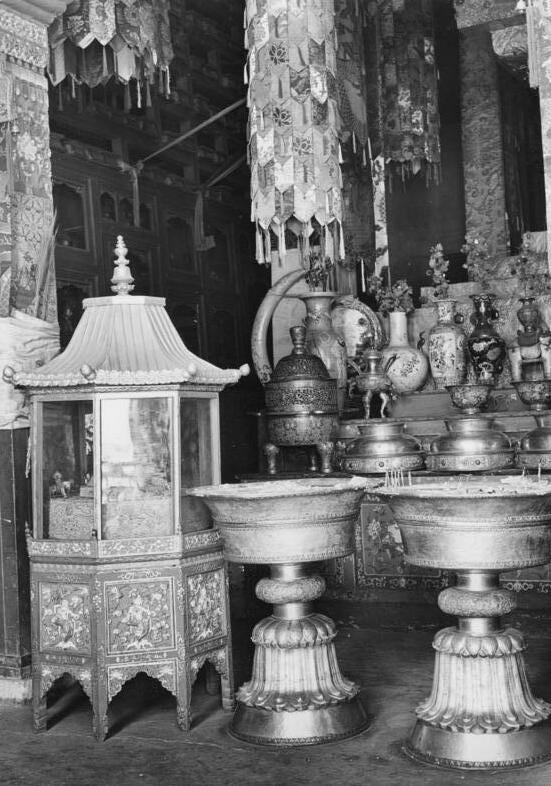
十三世達賴喇嘛所使用的宗教器具
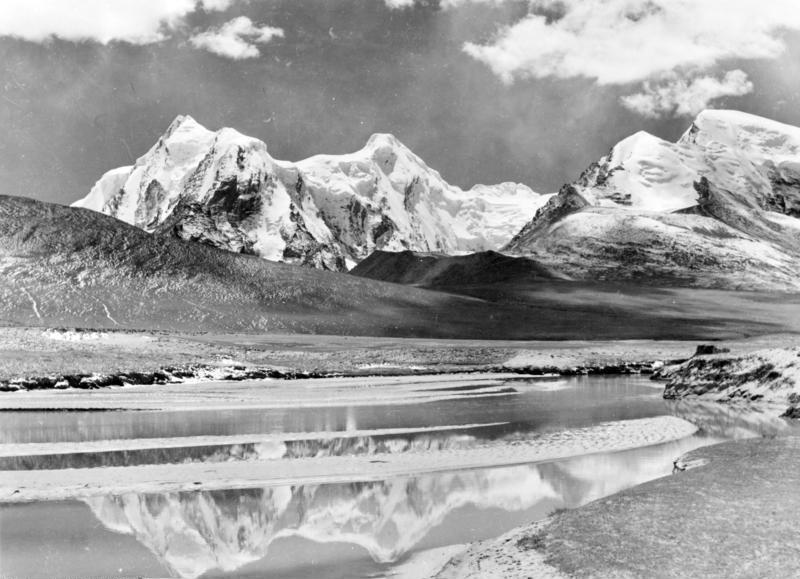
北錫金風景
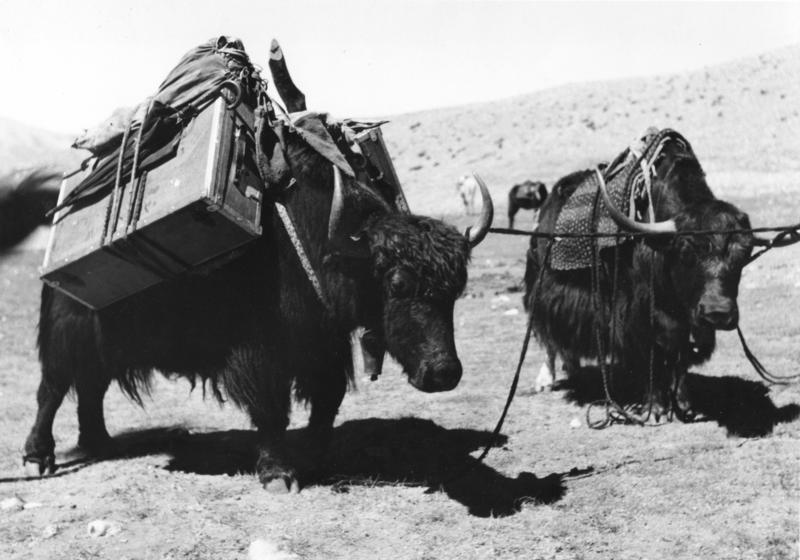
考察隊拍攝的氂牛照片
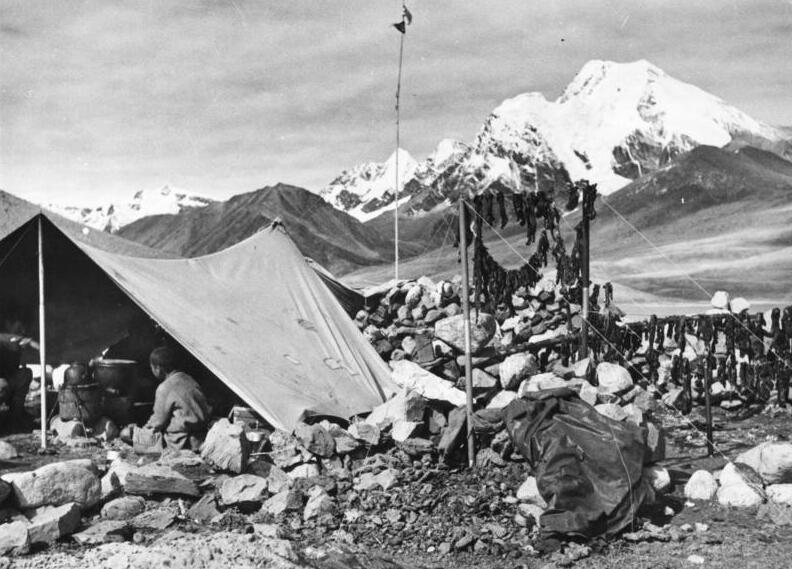
考察隊營帳
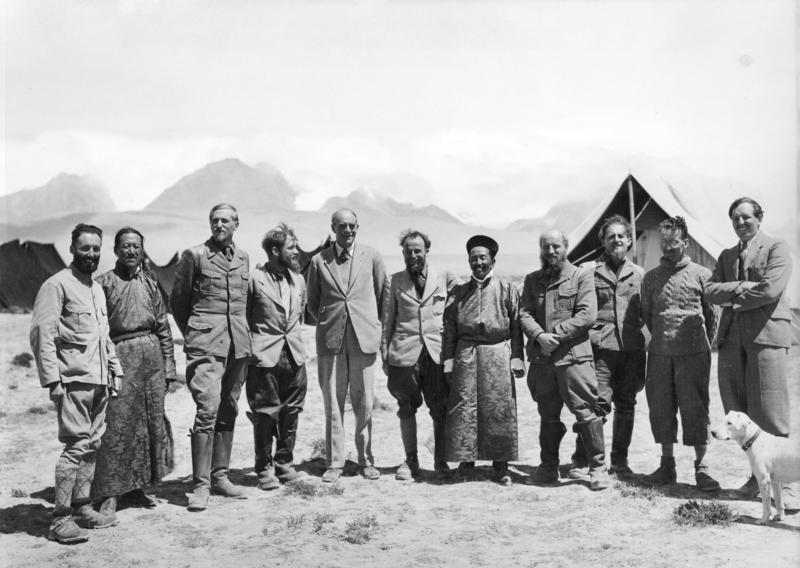
考察隊成員合影[註 13]
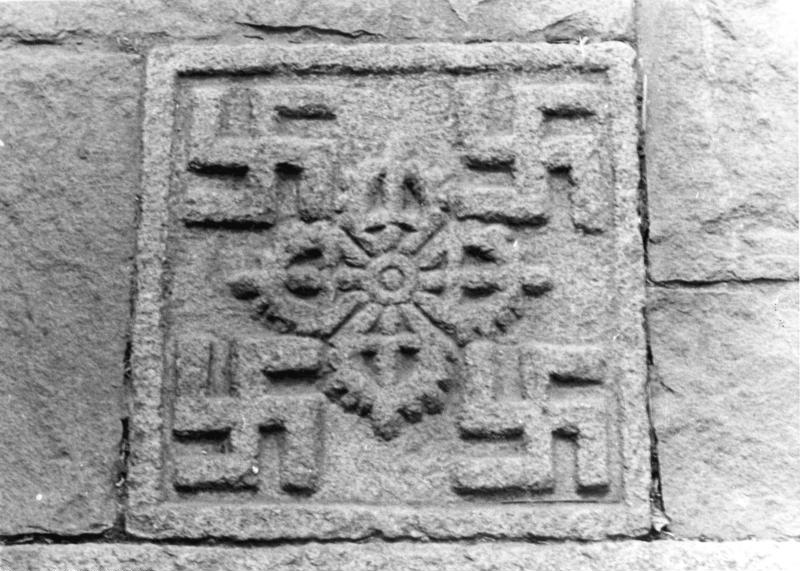
考察隊拍攝的有關卐字的圖騰，當時德國正值納粹時期

## 引用
1. ↑  夏格巴（2010年），第763,1021页
2. ↑  Nakamura, Haije. . . University of Hawaii Press. 1964: 327頁. ISBN 9788120807648.
3. ↑  .   [25 November 2017]. （原始内容存档于2017年6月23日）.
4. ↑  .   [25 November 2017]. （原始内容存档于8 March 2016）.
5. ↑  Goldstein（1989年），第611页
6. ↑  Ford（1957年），第45页
7. ↑  Khétsun（2008年），第x页
8. ↑  . 藏地阳光新闻网.   [2022-11-11]. （原始内容存档于2022-11-11）.
9. ↑  Goldstein（1989年），第44页
10. ↑  Zhu (2020), p. 305: "Taking advantage of the chaos in China, Mongolia and Tibet both declared their independence towards the end of 1911, expelled the Chinese ambans (residents) and garrisons, and established independent governments. Both Mongolia and Tibet justified their independence on the grounds that the territories’ attachment to China was a personal one between the Manchu emperors and the territory, and that the territories were not part of China proper."
11. ↑  Goldstein & Beall（1990年），第50页
12. ↑  Lin（2011年），第7–8页，"From [1792] on, the Qing dynasty became increasingly preoccupied with problems in the interior, and court officials in Peking found it less and less easy to intervene in Tibetan affairs.... by the second half of the nineteenth century, the Qing ambans, who represented the Qing emperor and Qing authority, could do little more than exercise ritualistic and symbolic influence."
13. ↑  Tanner, Harold. . 2009: 419. ISBN 978-0872209152.
14. ↑  Esherick, Joseph; Kayali, Hasan; Van Young, Eric (2006). Empire to Nation: Historical Perspectives on the Making of the Modern World （页面存档备份，存于）, p. 245. ISBN 9780742578159.
15. ↑  翟志勇 (2017年)，憲法何以中國 （页面存档备份，存于），190-191頁，ISBN 9789629373214.
16. ↑  高全喜 (2016年)，政治憲法與未來憲制 （页面存档备份，存于），273頁，ISBN 9789629372910
17. ↑   . 维基文库.
18. 1 2  Goldstein（1997年），第31页
19. ↑  .   [16 March 2009]. （原始内容存档于4 February 2019）.
20. ↑  Udo B. Barkmann, Geschichte der Mongolei, Bonn 1999, p380ff
21. ↑  Article 2 of the Simla Convention 的存檔，存档日期15 February 2011.
22. ↑  Appendix of the Simla Convention 的存檔，存档日期15 February 2011.
23. 1 2  Goldstein（1989年）
24. ↑  .   [16 March 2009]. （原始内容存档于5 February 2019）.
25. ↑  Lamb（1966b年），第529页
26. ↑  夏军. . 中国第二历史档案馆.   [2019-03-15]. （原始内容存档于2022-06-01）.
27. ↑  喜饶尼玛. . 中国西藏网. 2019-04-22  [2024-10-03]. （原始内容存档于2024-11-27）.
28. ↑  Shakya（1999年），第6–7页
29. ↑  王家伟; 尼玛坚赞. . 五洲传播出版社. 1997: 133頁. ISBN 978-7-80113-303-8.
30. ↑  Testimony by Kent M. Wiedemann, Deputy Assistant Secretary of State for East Asian and Pacific Affairs before Subcommittee on East Asian and Pacific Affairs, Senate Foreign Relations Committee (online version 的存檔，存档日期13 January 2012.), 1995
31. ↑  Frank Capra, , Eric Spiegelman,   [7 July 2020]
32. ↑  Smith, Daniel, "Self-Determination in Tibet: The Politics of Remedies" 的存檔，存档日期28 May 2011..
33. ↑  Hsiao-ting, Lin. . The China Quarterly. 2006年6月8日, 186: 446–462頁  [2022年9月8日]. doi:10.1017/S0305741006000233. （原始内容存档于2022年9月8日） –Cambridge University Press.
34. ↑  林孝庭（2018年），第171页
35. ↑  Barrett, David P.; Shyu, Lawrence N. . Peter Lang. 2001: 98頁. ISBN 0-8204-4556-8.
36. ↑  Migot, André (1955).
37. ↑  Tibetan Marches }}的存檔，存档日期16 May 2021.. André Migot. Translated from the French by Peter Fleming, p. 101. (1955). E. P. Dutton & Co. Inc. New York.
38. ↑  Farrington, Anthony. . International Institute for Asian Studies. （原始内容存档于29 November 2018）.
39. ↑  Goldstein（1989年），第621页
40. 1 2  Shakya（1999年），第12页
41. ↑  Melvyn C. Goldstein. . 由吴继业翻译. 香港大學出版社. July 2014: 274頁. ISBN 9789888139699. 北京中央人民政府毛主席、中國人民解放軍朱德司令鈞鑒：鈞座以大智大勇之略，成救國救民之業，義師所至，全國歡騰，班禪世受國恩，備荷優崇。二十餘年來，為了西藏領土主權之完整，呼籲奔走，未嘗稍懈。第以未獲結果，良用疚心。刻下羈留青海，待命返藏。茲幸在鈞座領導之下，西北已獲解放，中央人民政府成立，凡有血氣，同聲鼓舞。今後人民之康樂可期，國家之復興有望。西藏解放，指日可待。班禪謹代表全藏人民，向鈞座致崇高無上之敬意，並矢擁護愛戴之忱。班禪·額爾德尼叩。
42. ↑  .   [21 April 2009]. （原始内容存档于27 October 2020）.
43. ↑  . 人民日报. 1954年5月23日: 第1版  [2023年3月5日]. （原始内容存档于2023年3月5日）.
44. ↑  . china.org.cn. （原始内容存档于16 June 2017）.
45. ↑  . 藏人行政中央.
46. ↑  夏格巴（2010年），第707页
47. ↑  毕达克. .  [西藏的贵族和政府, 1728-1959]. 由沈卫荣; 宋黎明翻译. 北京: 中国藏学出版社. 1990年3月27日: 第9, 236頁. ISBN 9787800570292.
48. ↑  . 藏人行政中央. 2017年9月27日  [2023年3月27日]. （原始内容存档于2023年3月25日）.
49. 1 2 3 4  Dawa Norbu. . London: Collins. 1974. ISBN 9780002118422.
50. ↑  . 藏人文化网.
51. ↑  . 光明日报. 2008-04-29.
52. ↑  王川. . 上海大学学报. 2015-02-26. （原始内容存档于2019-02-03） –中国西藏网.
53. ↑  American Academy of Political and Social Science. . American Academy of Political and Social Science. 1951: 152頁.
54. ↑  American Academy of Political and Social Science. . American Academy of Political and Social Science. 1951: 152.
55. ↑  American Academy of Political and Social Science. . American Academy of Political and Social Science. 1951: 152. A group of Kazakhs, originally numbering over 20000 people when expelled from Sinkiang by Sheng Shih-ts'ai in 1936, was reduced, after repeated massacres by their Chinese coreligionists under Ma Pu-fang, to a scattered 135 people.
56. 1 2  Lin (2011).
57. ↑  . William Blackwood. 1948: 407.
58. ↑  Devlet, Nadir. .   [3 December 2017]. （原始内容存档于21 July 2021） （英语）.
59. ↑  Benson, Linda. . Ubsaliensis S. Academiae. 1988: 195頁. ISBN 978-91-554-2255-4.
60. ↑  朱少逸, , 上海市: 商務印書館: 第80頁, 1947年 [民國36年6月]  [2022-10-09], OCLC 24207136, （原始内容存档于2022-10-09） –臺灣華文電子書庫
61. ↑  Gould, B. J.  [《十四世達賴喇嘛的尋找、認定和坐床》] (PDF). New Delhi: Government of India Press. 1941年3月: 第92–96頁  [2022-10-09]. OCLC 215062434. （原始内容存档 (PDF)于2018-08-23） （英语）.
62. ↑  BRAY, JOHN. . The Tibet Journal. 1990, 15 (4): 75–96頁. JSTOR 43300375.
63. ↑  . 西藏人文地理 . 2003年, (第四期)  [2022-11-24]. （原始内容存档于2022-11-24） –中国西藏网.
64. ↑  . Institute for Defense Studies and Analysis.   [5 January 2009]. （原始内容存档于21 April 2008）.
65. ↑  . Website of Central Tibetan Administration.   [5 January 2009]. （原始内容存档于16 November 2008）.
66. ↑  Shakya（1999年），第17–18页
67. ↑  Forbes, Andrew D. W. . Cambridge: Cambridge University Press. 1986-10-09: 225. ISBN 978-0-521-25514-1 （英语）.
68. ↑  Lias, Godfrey. . London: Evans Brothers. 1956: 221–222 （英语）.
69. ↑  .  4. New York: Columbia University Press. 1971: 60. ISBN 978-0-231-08958-6 （英语）.
70. ↑  . . August 7, 1948  [2022-11-23]. （原始内容存档于2022-11-23） –Office of the Historian.
71. ↑  . . August 27, 1948  [2022-11-23]. （原始内容存档于2022-11-23） –Office of the Historian.
72. ↑  . . August 31, 1948  [2022-11-23]. （原始内容存档于2022-11-23） –Office of the Historian.
73. ↑  SHAKYA, TSERING. W. . The Tibet Journal. 1990, 15 (4): 112頁  [2022-12-26]. JSTOR 43300376. （原始内容存档于2022-11-24）.
74. ↑  Rgya-lo-don-grub, Lha-sras. . London: Rider: 214頁. 2015年11月23日 –Internet Archive.
75. ↑  Goldstein（2007年），第378页
76. 1 2 3 4 5  Jowett (2017).
77. ↑  Travers（2021年），第1010-1011页
78. ↑  van Schaik（2011年）
79. ↑  楊一真. . 西藏研究. 2004年, (第三期). （原始内容存档于2021-06-25） –中国西藏网.
80. ↑  Liu, Xiaoyuan. . Stanford University Press. 2004: 89頁. ISBN 0-8047-4960-4.
81. ↑  Oriental Society of Australia. . Oriental Society of Australia. 2000: 35, 37頁.
82. ↑  Michael Gervers, Wayne Schlepp, Joint Centre for Asia Pacific Studies. . Joint Centre for Asia Pacific Studies. 1998: 73, 74, 76頁. ISBN 1-895296-34-X.
83. ↑  K. Dhondup. . Rangwang Publishers. 1986: 60頁.
84. ↑  王娟.  (PDF). 《西南民族大学学报》(人文社会科学版). 2013年, (第12期)  [2023-03-03]. （原始内容存档 (PDF)于2023-03-08）.
85. ↑  廖建新. . 《西藏民族学院学报》（哲学社会科学版）. 2009年1月  [2023-03-03]. （原始内容存档于2020-02-27）.
86. ↑  张晓红. . 清史研究.
87. ↑  Goldstein（1991年），第178-185页
88. ↑  Lezlee Brown Halper; Stefan A. Halper. . Oxford University Press. 2014: 89頁. ISBN 978-0-19-936836-5.（英文）
89. ↑  Avedon, John. . Knopf Doubleday Publishing Group. 2015年1月6日: 29頁.
90. 1 2  David L. Snellgrove; Hugh Richardson. . Orchid Press. 2003年: 235頁 [1968年].
91. ↑  . 光明日報. 2021-01-25  [2022-10-24]. （原始内容存档于2021-07-29）.
92. ↑  朱麗雙. . 香港中文大學出版社. 2016-06-01: 95頁. ISBN 978-962-996-711-6.
93. ↑  Harris（2013年），第11页
94. ↑  Harris（2013年），第37页
95. ↑  卡洛尔·梅可葛兰. . 民族学刊. 2011年, (第1期)  [2022-10-24]. （原始内容存档于2016-03-04）.
96. ↑  Sadutshang, Rinchen. . Simon and Schuster. 2016年3月15日: 95頁 –Google Books.
97. ↑  Stéphane Gros (编).  (PDF). Amsterdam University Press. 2019: 322頁  [2022-10-20]. ISBN 978-90-4854-490-5. （原始内容存档 (PDF)于2021-11-30）.
98. ↑  王海燕. . 西藏收藏.[永久]
99. 1 2  《藏区政治史》中译本第154頁
100. ↑  夏格巴（2010年），第804页
101. 1 2  王海港.  (PDF). 中国经济史研究. 2021年, (3): 118–119頁  [2022-10-12]. （原始内容存档 (PDF)于2022-10-12）.
102. ↑  . 《瞭望》新闻周刊. 2008年4月14日  [2022年10月12日]. （原始内容存档于2022年10月22日）.
103. ↑  Guo, D. . China Population Today. 1997年8月12日, 14 (3-4): 3頁  [2022年10月12日]. PMID 12321527. （原始内容存档于2022年10月13日） –PubMed.
104. ↑  . 中华人民共和国国家统计局.   [2022-10-12]. （原始内容存档于2021-05-15）.
105. ↑  Willis, Janice D. . The Tibet Journal. 1984, 9 (4): 17頁  [2022-10-20]. （原始内容存档于2022-10-20） –JSTOR.
106. ↑  Powers, John. . Oxford University Press. 2004年10月14日: 19–20頁. ISBN 9780195174267.
107. ↑  Lopez, Donald S. . University of Chicago Press. 1999年5月12日: 9頁. ISBN 9780226493114 –Google Books.
108. ↑  Pradyumna P. Karan, The Changing Face of Tibet: The Impact of Chinese Communist Ideology on the Landscape, University Press of Kentucky, 1976, p.64.
109. ↑  Warren W. Smith, Jr.China's Tibet?: Autonomy Or Assimilation, Rowman & Littlefield, 2009 p.14
110. ↑  Alex McKay, (ed.) The History of Tibet, Vol. 1, Routledge 2003 p.14-
111. ↑  徐潜. . 吉林文史出版社. 2014-02. ISBN 9787547214985.
112. ↑  簡金生.  (PDF) (博士论文). 國立臺灣師範大學歷史學系: 180–181頁. 2014年1月  [2023-11-07]. （原始内容存档 (PDF)于2020-11-08）.
113. ↑  William Monroe Coleman.  (PDF).  (碩士论文). University of Hawaii: 2–3頁. 1998  [2022-09-28]. ISBN 9780599011601. OCLC 41533984. （原始内容存档 (PDF)于2012-01-29）. 简明摘要.
114. ↑  杨万里. . 西藏研究. 1996年, (1期): 14頁  [2022-09-17]. （原始内容存档于2022-09-20） –中国基础教育期刊库.
115. ↑  Naga, Sangye Tender. . The Tibet Journal. 2005, 30 (2): 26頁  [2023-03-05]. JSTOR 43301123. （原始内容存档于2023-03-05）.
116. ↑  . 中华人民共和国外交部. （原始内容存档于2022-09-20）.
117. ↑  . 中华人民共和国驻印度尼西亚大使馆.   [2022-10-27]. （原始内容存档于2022-10-27）.
118. ↑  Gyatso, Sangye Desi. . Simon and Schuster. 2016年5月17日: 19–21頁. ISBN 9781614291169.
119. ↑  . 達賴喇嘛西藏宗教基金會.   [2022-09-17]. （原始内容存档于2022-09-21）.
120. ↑  . 中華人民共和國國家民族事務委員會.   [2022-09-17]. （原始内容存档于2022-07-06）.
121. ↑  .   [2022-09-17]. （原始内容存档于2022-09-22）.
122. ↑  van Schaik（2011年），第351-352页
123. ↑  Ford（1957年），第9页
124. ↑  Hartley, Lauran R.; Schiaffini-Vedani, Patricia. . Duke University Press. 2008年7月16日: 3頁 –Google Books.
125. ↑  . Columbia University.   [2022-09-16]. （原始内容存档于2016-10-06）.
126. ↑  Ford（1957年），第15页
127. ↑  周德倉. . 西藏大學學報. 2003年, (第二期)  [2022-09-16]. （原始内容存档于2022-10-17） –中国西藏网.